# 天明の打ちこわし

天明の打ちこわし（てんめいのうちこわし）とは、江戸時代の天明7年（1787年）5月、ほぼ同時期に江戸、大阪など当時の主要都市を中心に30か所あまりで発生し、翌6月には石巻、小田原、宇和島などへと波及した打ちこわしの総称である。天明7年5月の打ちこわし発生数は江戸時代を通じて最多であり、特に5月末の江戸打ちこわしは極めて激しかった。全国各地で同時多発的に発生した打ちこわし、とりわけ幕府のお膝元の江戸打ちこわしによって当時幕府内で激しい政争を繰り広げていた田沼意次政権派と、松平定信を押し立てようとする譜代派との争いに決着がつき、田沼派が没落して松平定信が老中首座となり寛政の改革が始まることになった。

## 概要
江戸時代の中期以降、都市の発展によって新たな就業形態が発生し、また大商人への資本の集積による中小商工業者の没落、そして荒廃が進んだ農村を離れ都市へやってきた農民たちによって都市貧民層が形成されるようになった。
都市貧民層は通常、零細な商工業や日雇い就労などによって家族を養う収入を得ることができたが、米価高騰や銭の相場の下落によって容易に貧困状態に陥る生活基盤の脆弱さを抱えていた。天明期に幕政を主導していた田沼意次の政策によって銭の相場が高騰し、さらに天明期は天明の大飢饉をもたらした冷害、浅間山大噴火、関東地方の大洪水などの影響で米が不作となり価格が高騰し、商業の発展によって商人が米を投機の材料とする傾向が強まっていたこともあって、天明7年には全国的に米価が異常に高騰し、全国各都市の都市貧民層の生活は困窮のどん底に陥った。そのような中で天明7年5月に大坂で発生した打ちこわしはまたたく間に全国各地の都市へと広まり、江戸時代最高の打ちこわし件数を記録するに至る。特に江戸での打ちこわしは町奉行による混乱収拾が不可能な状態に陥る激しいものであった。打ちこわし発生後、ようやく困窮した人々への支援策が具体化し、混乱は収拾に向かった。
天明7年5月から6月にかけて全国を席巻した打ちこわしの結果、打ちこわしの原因を作ったとされ、民衆の批判対象となった田沼意次を支持する勢力が没落し、松平定信が老中に任命され、寛政の改革がスタートすることになる。定信の政権は打ちこわしという民衆蜂起の直接的影響で成立した江戸時代唯一の政権であり、極めて強い危機感を持って大規模な打ちこわしを起こした都市の問題や、都市問題の原因ともなった農村問題などに取り組むことになった。そして全国で同時多発的に打ちこわしが発生し、将軍のお膝元である江戸では激しい打ちこわしによって一時無政府状態に陥った事実は将軍の権威の低下を招き、天皇が将軍に天下の政治を委任する大政委任論の成立と定着をもたらすことになった。

## 都市の発展と都市問題の発生
江戸幕府成立後しばらくは、参勤交代制の定着や幕府、諸藩が行った大規模な建築による支出など、主に公共工事など公共の投資によって都市の発展が進んだ。しかし17世紀後半から18世紀になると、交通網の整備、産業の発展、全国的な市場の拡大が進み、経済の中核である都市では自立的な発展が進むようになった。
また同じ時期には、消費物資の荷役、小売を行う業種や、各種飲食業、髪結いなどの理美容、古着屋などといった、都市で生活する人々に対して各種サービス提供を行う新たな生業が発生、発展し、そのことが更なる都市への人口集中を招くという都市への人口集中の連鎖が見られるようになった。このような都市の発展は様々な都市問題の発生という新たな課題を生み出すことになった。

### 農村から都市への人口流出
享保年間になると、寛永20年（1643年）に出された田畑永代売買禁止令の原則が骨抜きとなっていき、延享元年（1744年）にはついに田畑の所有権の移動、そして田畑を買い取り集積することが公式に認められるに至る。その結果各地の農村で地主制が急速に広まっていくことになる。宝暦から天明期になると、領主からの年貢と地主からの小作料という二重の負担に耐え切れなくなった多くの農民が没落し、離農を余儀なくされるようになった。
離農した農民たちの多くは、江戸を始めとする都市に流入した。主に生活苦によって農村から都市へと流入した農民たちは、後述する都市における階層分化によって没落した商工業者などとともに都市での貧民層を形成するようになった。天明7年5月の江戸打ちこわしでも、明和から天明期にかけて江戸近郊の関東農村から離村し、江戸に流入した人たちが打ちこわし勢に参加していたことが確認され、当時の関東地方の農村では地主から小作農までの階層分化が進み、没落した農民層が離村して江戸に流入していったことが想定される。
また多くの下層農民が離村して都市へと流入するようになると、地主にとっても悪影響をもたらすようになった。それは農村人口が減少して小作人が不足し、農業生産に支障をきたすようになったからである。天明期になると労働力不足の結果、地主経営も難しくなってきており、農村自体に行き詰まりが見られるようになっていた。

### 都市貧民層の形成
農村の疲弊によって都市に大勢の人々が流入する一方で、都市そのものにも変化が生じていた。これまで幕藩体制を都市内部から支えてきた地縁や職能によって結びついてきた町の機能が低下し、都市内部に都市貧民層が形成されるようになったのである。当時の都市における都市貧民層は、棒手振りなどの零細商人や、そして大商人や武士の家などに奉公に出ている人々などであった。これら下層町民は大商人による資本の集積のあおりを受けた中小商工業者の没落や、農村からの人口流入によって新たに形成されていったものであった。
また都市貧民層の形成は都市のあり様を大きく変化させるものであった。例えば天明期になると大商人や武士への奉公人になろうとする人が激減し、奉公人の給与が高騰するといった事態が発生していた。幕府は田沼時代からたびたび奉公人の給料高騰を取り締まる法令を出すが全く効果が無かった。これは都市生活者が窮屈な奉公人生活を嫌い、都市の拡大によって発達した飲食業などのサービス業などに従事する方を選ぶという現象が発生していたためである。都市貧民層であっても米価高騰時などを除き、零細商工業や日雇いなどで何とか家族を養えるだけの収入は得られたため、制約が多く窮屈な奉公人を忌避するようになったのである。そして天明期になるとこれまで都市の下層民では数少なかった妻帯者が増加していた。これは延享4年（1747年）には男性32万人余り、女性19万人あまりと男性人口が6割を超えていた江戸の町方人口が、天保期になると男性約55パーセント、女性約45パーセントと女性の比率が高まったことからも裏付けられる。都市で生計が立てられる上に妻帯者が増加した結果、都市貧民層は制約が多い農村生活へ戻ろうとは考えず、通常時は農村と比較して自由で安楽である都市に定着し続けるようになった。
当時の都市下層民の生活実態は極めて不安定で、飢饉や災害、手取りの給料の減少、そして銭相場の下落などといった要因で容易に困窮状態へと陥り、無宿人などに転落した。このような都市下層社会の形成は江戸、大坂、京都という当時の三都のみならず、全国各地の都市で進みつつあった。このような都市下層社会の成立は、自らの労働力以外失うものが何もない階層の誕生を意味し、身分制社会であった江戸時代にはこれまで見られなかった社会問題が発生することになった。
こうした都市下層社会の多くの構成員が生活に困窮すると、都市では打ちこわしという現象がしばしば発生するようになる。それは生活に余裕がなく不安定な都市下層民にとって、米価などの物価高騰や銭の価値の下落は飢餓や無宿への転落といった深刻な生活危機に直結するため、危機感に襲われた民衆が打ちこわしという直接行動に訴えるためである。天明7年の5月から6月にかけて全国各都市で同時多発的に発生した打ちこわしは、異常な米価高騰が引き金となって発生した典型的な都市打ちこわしであった。

### 後手に廻る幕府の都市政策
幕府は当時の都市が抱えた問題への対応を進めていたが、石高制を基本とした幕府の体制下では、どうしても執りうる施策に根本的な矛盾が発生した。つまり幕府側は年貢として徴収した米の価格が高い方が利益となるのに対し、都市で生活する貧民層にとっては米の価格の高騰は生活困難に直結した。幕府は極端な米価の高騰といった特殊な場合を除き、自らの利益のために米価を高くする方向に誘導する政策を取り続けた。「高い米価によって武士の所得が増えることになるので武士の購買力が上がり、その結果町方の景気も良くなる」という論法で幕府は自らの政策の正当化を図ったが、武士の購買力の経済への影響は限定的なものであり、高米価政策は都市貧民層の生活苦に直結することになった。しかも高米価が幕府や武士全体の利益になるという構造は、米価高騰によって都市住民の生活が困窮に陥っても、武士階級の収入増となる高米価を是正する政策の実行をためらわせることにつながり、生活苦によって発生する打ちこわしの発生を未然に防ぐことが困難となるなど、対応がどうしても後手後手に廻るという事態を招くことになった。
そして全国各地の都市を席巻した天明の打ちこわしに対する対応を迫られた後の寛政の改革や、天保の改革において、都市の米の確保や都市住民の生活安定の重要性が認識されるようになり、高米価を抑制する政策が取られるようになるまで、高米価を志向する政策は幕府政策の基本であり続けた。

## 田沼時代の行き詰まり

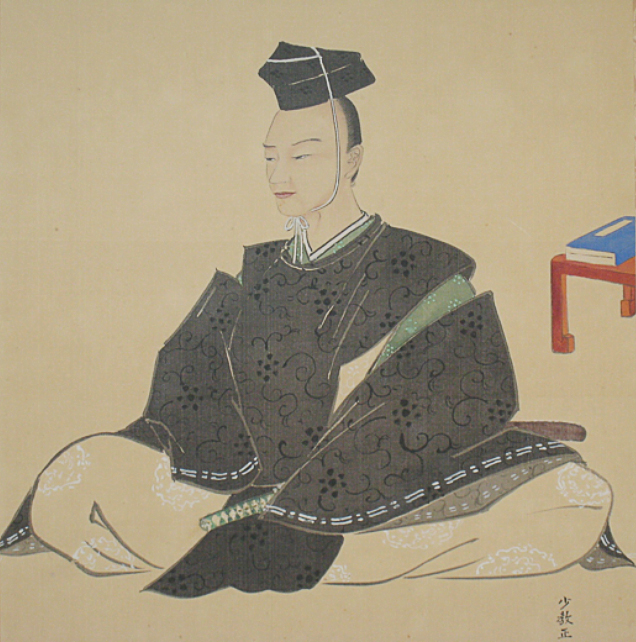
天明期には田沼意次の政治の行き詰まりが顕著になっていった。

天明期は老中と将軍の側近である側用人を兼任していた田沼意次が政治を主導した、いわゆる田沼時代であった。田沼意次の嫡男である田沼意知は天明期になると奏者番そして若年寄となり、また父と同様に将軍側近も勤め、田沼意次の後継者としての地歩を固めつつあった。
天明期は老中と将軍側近である側用人を兼任し、嫡男を後継者とする布石を着々と進めるなど、田沼意次の権勢は絶頂期を迎えていた反面、田沼政治の限界もまた顕著になっていた。まず安永期に小康状態を保っていた幕府財政は天明期に入ると極度に悪化した。これはもちろん天明の大飢饉、浅間山の大噴火などの続発した災害が幕府収入を減少させた半面、支出の増加を招いたことが大きく影響していた。
そして田沼意次が主導してきた政策の行き詰まりもまた明らかになってきた。田沼時代の特徴の一つとして、幕府財政を健全化させることを目的とした収入増加策に積極的に取り組んだことが挙げられるが、その収入増加策の立案、運用が場当たり的なものが多く、多くの政策が利益よりも弊害の方が目立つようになって撤回に追い込まれるようになっていた。そして幕府に運上金、冥加金の上納を餌に自らの利益をもくろんで献策を行う町人が増え、そのような町人の献策を幕府内での出世を目当てに採用していく幕府役人が現れ、町人と幕府役人との癒着も目立つようになった。このような風潮は「山師、運上」という言葉で語られ、利益追求型で場当たり的な面が多く、腐敗も目立ってきた田沼意次の政策に対する批判が強まっていた。
また田沼家はもともと600石の旗本で、意次は幕府役人から第9代将軍・徳川家重、そして第10代将軍・徳川家治の側近となってその実力が認められ、老中になった人物であり、いわゆる成り上がり者であった。そのような田沼意次が先例にとらわれない政策を実行していくことに対して、特に親藩、譜代の大名、旗本などの間に不満が高まっていた。
東北地方の天明の大飢饉がその深刻さを増していた天明4年3月24日（1784年5月13日）、若年寄田沼意知は佐野政言に刃傷され深手を負い、治療の甲斐なく死去する。佐野の凶行の動機は不明であるが、天明の大飢饉の最中で米価高騰に苦しみ、田沼意次の施策に対する批判を強めていた江戸町民は佐野を「世直し大明神」と称え、逆に死去した田沼意知の葬列に投石し悪口を投げつけるという状態であった。
そして若年寄と将軍側近を兼任し、田沼意次の後継者として地歩を固めつつあった嫡子田沼意知の横死は、意次にとって後継者を失ったことになり、その権勢に限りが見え始めた象徴的な事件となった。

### 田沼意次の通貨政策と物価の高騰

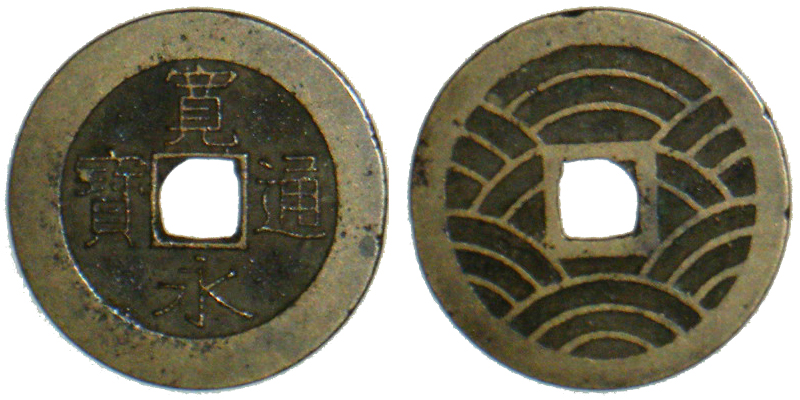
真鍮四文銭の鋳造開始などによって銭相場の下落が進み、主に銭を用いる庶民の生活は厳しくなった。

田沼時代を代表する政策の一つとして通貨政策が挙げられる。田沼が取り組んだ通貨政策は大きく二つあった。まず第一の政策は江戸を中心とした関東、東国経済圏で行われていた金を基本とした経済と、大坂、京都を中心として西日本、裏日本を中心として行われていた銀を基本とした経済を統合していこうと試みた。これは長年の慣習もあって定着してしまっていた東日本の金使いの経済と、西日本、裏日本の銀使いの経済であったが、経済の発展に伴い流通が盛んになるにつれて、金使いと銀使いの経済が並立することによる弊害が目立つようになっており、田沼は経済の一元化を目指し両経済の統合を図った。
田沼はまず明和2年（1765年）に明和五匁銀を発行した。これは西日本、日本海側を中心として流通していた丁銀、豆板銀が秤量貨幣であったのに対し、五匁銀12枚で一両に相当するという計数貨幣として発行された。しかしこの時の試みは金と銀との交換によって生計を成り立たせてきた両替商の抵抗に遭い、市場では五匁銀12枚で一両という計数貨幣としての通用をせず、これまでの丁銀、豆板銀と同じような金貨との交換相場が立てられてしまい、もくろみは失敗に終わった。しかし明和五匁銀の失敗後、安永元年（1772年）には南鐐二朱銀が発行された。南鐐二朱銀は表面に8枚で小判一両となる旨が明記されており、明和五匁銀と同じく計数貨幣としての流通を図った銀貨であった。
両替商の抵抗など紆余曲折はあったものの、南鐐二朱銀は徐々に西日本などにも浸透していった。南鐐二朱銀の発行直前、金貨不足により公定レートである一両=銀60匁という相場から大幅に金高、銀安の一両が銀68-70匁という相場であった。しかし金と直接リンクした計数貨幣である南鐐二朱銀が定着するにつれて相場は安定し、安永末から天明半ばかけては公定レートである一両=銀60匁付近に落ち着いた。しかし南鐐二朱銀の発行量が増えるに従い、天明中期以降、今度は一転金安、銀高の相場となり、天明6年後半には一両=銀50匁に近づくという著しい銀高相場となった。これは南鐐二朱銀の流通量が過大となってしまった点に加えて、南鐐二朱銀の流通が江戸、京都、大坂の三都に偏り地方にはあまり行き渡らなかったため、江戸、京都、大坂での供給過剰が顕著になった上に、これまで南鐐二朱銀の流通を促進してきた田沼の経済政策への不信が著しい金安、銀高の相場をもたらす要因となった。
田沼意次の通貨政策のもう一つの柱が銭相場の安定化であった。公定レートは銭4000枚（4000文）が一両であったが、経済の発展に伴い庶民が主に用いる銭の需要が増大したことが原因で、公定レートよりも銭が高い相場が続いていた。また銀相場の維持は銀中心の経済であった大坂市場の強化にも繋がると判断し、田沼政権は明和2年（1765年）には江戸の亀戸などで銭の鋳造を進めたが、明和5年（1768年）水戸藩に鉄を用いた銭の鋳造を認め、さらに同年、真鍮四文銭の鋳造を開始したことにより、今度は一両が5500文になるほどの大幅な銭安相場へと転じてしまった。田沼政権は銭の価値を高め相場を安定させるために鋳造量を減らす対策を立てたものの、銭の価値は高まらなかった。
天明年間後半は、南鐐二朱銀と銭の流通量過大を主因とした金、銀、銭の相場の混乱が顕著となり、物価高を引き起こす要因の一つとなった。特に庶民が主に用いる銭の価値下落は購買力低下に直結し、天明の大飢饉の影響による米価高騰とのダブルパンチを受ける形となった庶民の生活は厳しさを増し、田沼政権に対する不満が高まっていった。

## 天明の大飢饉と打ちこわし

### 穀物移出と東北地方の大飢饉
天明2年（1782年）は、西日本が不作となって米価が急上昇した。一方東北地方一帯は平年作であり、高騰した米価を見た東北地方の諸藩は争うように米を江戸や大坂に送り、利益を上げようとした。当時、諸藩は厳しい財政難に悩まされており、米価の高騰は財政難を軽減する大きなチャンスであった。また盛岡藩に広がっていた大豆栽培も、天明2年（1782年）作の大豆のその多くが大坂などに移出された。大豆は商品作物としての需要があって財政難の軽減に有効であり、農民たちにとっても現金収入が得られるため、粟や稗などといった自給自足用の作物に替わり大豆栽培を増やすようになっていた。また領主ばかりではなく農民も手持ちの米を売却するようになっていた。当時、飢饉に備えての穀物の備蓄はあまり行われておらず、天明2年の米価高騰は東北地方からの米の移出を加速させ、天明3年（1783年）を前にして救荒用の備蓄はほとんど存在しなかった。
明けて天明3年（1783年）は春先から関東から東北地方にかけて雨がちで冷涼な日々が続いた。関東では7月になると例年通りの暑さがやってきたが、東北地方の現在の青森県、岩手県、宮城県、福島県では、天明3年の夏は最後までほとんど夏らしい暑さがやってくることはなかった。
天明3年は東北地方の太平洋沿岸と現在の青森県では事実上夏が来なかった。すると大飢饉発生の予感が多くの人々を突き動かした。天明3年7月には弘前藩領内で一揆、打ちこわしが頻発したのを皮切りに、盛岡藩、白河藩、仙台藩などに騒動が拡大していった。弘前藩では後述のように大飢饉発生が間近に迫っているのにもかかわらず藩当局が江戸や大坂への回米を強行しており、打ちこわし時には米価高騰への抗議とともに回米反対がスローガンとして掲げられ、仙台藩では前年の米価高騰に乗じて回米を積極的に推し進めた藩の役人宅が打ちこわされた。
各藩とも著しい天候不順による大凶作が目前に迫る中、全く対策を取らなかったわけではない。まず米を原料とする酒造の禁止、穀留という穀物の他領持ち出し禁止という、かかる飢饉の恐れがある場合にとる常套手段を行った。しかし天明3年の場合は前年の米価高騰もあって余剰の米自体がほとんどない状態であり、酒造禁止、穀留の効果はほとんど期待できないことは明らかであった。しかも弘前藩などは天候不順が続く中、天明3年7月下旬まで江戸や大坂への米の移出を続けていた。やがて極度の不作が現実のものとなる中で、各藩は領外から穀類を入手することを試みたものの、すでに穀留は広範囲に広がっており入手は極めて困難であった。天明3年の秋以降、多くの人々が飢饉に苦しみ始める中、各藩はほとんど救援の手を差し伸べることができなかった。また享保の大飢饉時には大飢饉に陥った西日本に対して、大名への拝借金、大規模な回米などといったかなり迅速かつ大規模な救援が幕府主導で実施されたが、天明の大飢饉時には幕府はわずかな大名拝借金を認めたのみで、積極的な被災地救援に乗り出そうとはしなかった。このような中、天明3年の米の作柄は弘前藩は皆無作に陥るなど惨憺たるもので、結局東北地方の太平洋側と現在の青森県では、天明3年から4年にかけて数十万人と推定される餓死者が発生した。

### 浅間山大噴火と上信越の打ちこわし

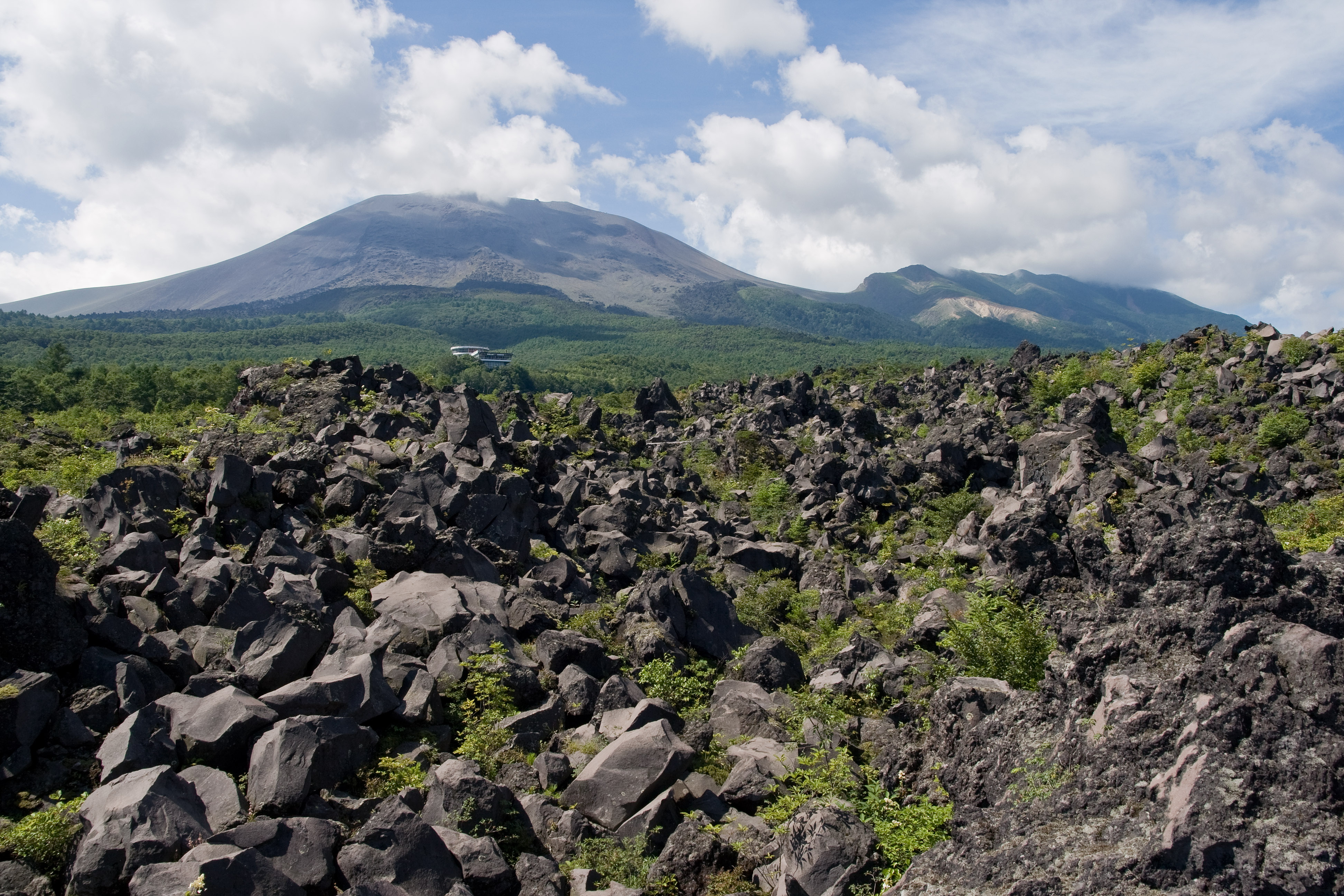
浅間山と鬼押出し、天明3年（1783年）の浅間山大噴火は関東地方、信濃に甚大な被害をもたらし、東北地方を襲った冷害とともに米価高騰を引き起こした。なお鬼押出しは天明3年の噴火活動によって形成された。

天明3年は東北地方の著しい天候不順による大凶作とともに、信濃国と上野国の境にそびえる活火山・浅間山が大噴火を起こし、甚大な被害をもたらした。浅間山は天明3年の4月から噴火活動を開始し、7月には大規模な火砕流が北麓の村落を埋没させた後、利根川の支流である吾妻川に流入して火山泥流となり、吾妻川から利根川にかけて大量の火山灰を堆積させながら流れ下ることにより洪水を引き起こし、更には利根川に大量の土砂を堆積させ、河床の上昇をもたらした。また一連の噴火活動で噴出した大量の火山灰は多くの耕地を荒廃させ、米価高騰の引き金となった。天明3年9月20日（1783年10月15日）には上野の安中藩では米価の高騰に抗議する打ちこわしが発生し、10月には打ちこわしは信濃へと広がった。上野から信濃へと広まった打ちこわしは、当時の百姓一揆ではおおむね守られていた領主への訴願をその活動の中心とし、盗みや略奪は行わないという統制が崩壊し、これまで見られなかった金品や衣類、食糧を強奪するために打ちこわしを行うといった暴力的な様相を呈した。
これまでおおむね守られてきた一揆や打ちこわし時の統制が崩れ、領主への訴願ではなく盗みや略奪を目的とした打ちこわしが広がった原因は、天明期の領主はこれまでと比較して領内の問題を解決する能力が低下し、領民が訴願行為に期待を持てなくなった現れと考えられる。これまでとは異なる略奪目的の打ちこわしが広まった事実に衝撃を受けた幕府は、略奪を主導する扇動者がいると判断し、扇動者を「悪党」と呼び、一揆の指導者である「頭取」と区別して悪党に対する厳しい弾圧を行った。
上信越に広まった略奪目的の打ちこわしの扇動者に対する弾圧を進めながら、幕府は天明4年閏1月16日（1784年3月7日）に、関東、東北一円、信濃に村役人や農民が所持している自家用以外の米、麦、雑穀を売るように指示し、さらに穀類の買占め禁止、米屋などに対する打ちこわしを禁止する法令を出した。これは天明の大飢饉、浅間山の大噴火の被災地である関東、東北、信濃では極度の食糧不足により米価や穀物の価格が急騰しており、供給量を増やすことによって価格を下げ、一揆や打ちこわしを防ぐことを目的とした。しかし天明4年2月28日（1784年4月17日）には、武蔵多摩郡の村山で、領主への訴願行為を全く行わずして米の買占めを行っていた人々に対する打ちこわしが発生してしまった。

### 天明3年から4年にかけての幕府の米価対策
天明3年に東北地方を襲った大凶作と浅間山の大噴火というダブルパンチは、全国的な米価の急騰をもたらしていた。幕府はお膝元である江戸での米価高騰に対して危機感を抱き、矢継ぎ早に対策を講じた。まず天明3年12月17日（1784年1月9日）には、全国の譜代大名の居城などに非常時用に備蓄されていた城詰米のうち、近畿、中国、九州の諸藩を中心とした37藩の11万石余りを江戸に向けて回送するよう命じた。天明4年に入ると江戸の町奉行所は江戸市中の米蔵に対する見分を繰り返し、米を扱う商人を奉行所に出頭させた上、米の買占め、売り惜しみを行わないよう命じた。
天明4年1月16日（1784年2月6日）に幕府は、米穀売買勝手令という法令を公布する。これはこの当時、決められた業者のみが米の流通、販売を行うことが出来るとされていた規制を撤廃し、例えば江戸に持ち込まれた米を問屋を通さずして自由に販売してよいとするものであった。問屋を通さない米の販売を認める米穀売買勝手令は当時としては画期的なものであり、米の流通量を増やして米価を引き下げることを目的とした緊急時の時限立法的な色彩が強い法令であった。しかしこの法令は期待したほどの成果を挙げることはできなかった。これは米の流通の活性化という点からは米穀売買勝手令によって大坂からの米の搬出が活発となったが、今度は大坂が米不足に襲われ価格が急騰したため、大坂町奉行所はあわてて大坂からの米の搬出を厳しく制限する措置を行ったことなどによるものであった。結局米穀売買勝手令は天明4年の秋、米の作柄がある程度期待できることが市場に周知されたことによって米価が落ち着きを見せたため、天明4年9月10日（1784年10月23日）に廃令となった。なお米穀売買勝手令は凶作によって再び米価が激しく高騰した天明6年（1786年）、そして天明7年（1787年）に再施行され、特に天明7年の施行時には法の意図したものとは全く逆の結果を招き、米価高騰に拍車をかけることになった。
天明4年4月23日（1784年6月10日）、幕府は全国を対象として、村役人や農民が所持している自家用以外の米の販売を行うこと、米の買占めを行う者がいたらまず領主に申し出て、打ちこわしという手段に訴えないこと、さらに諸藩が江戸への回米を行う際に道中で米の売買を行うことを禁止する法令を出した。これは全国的な米価高騰を受けて米の流通量の増加を図り、米の買占めの制裁を行う意味での打ちこわしを押さえつけ、そして回米を行う際の米の売買禁止は江戸に流入する米の量を確保する意図があった。幕府としては全国的に米の流通量を増やして米価を引き下げる政策とともに、お膝元の江戸で流通する米の絶対量を確保するという、時には矛盾する政策の遂行を余儀なくされていた。このような矛盾は米不足による米価高騰に対して、大坂からの米の搬出を厳しく制限した措置後の大坂とその周辺地域などでも発生しており、米価高騰の中、難しい経済運営を余儀なくされていた。
しかし天明3年から4年にかけては、天明の大飢饉に直撃された東北地方と浅間山の大噴火による甚大な被害を蒙った関東地方と信濃以外に打ちこわしは広がらなかった。これは天明3年の米の作況が東海以西ではさほど悪くなかったことと、幕府が江戸、大坂、京都の三都で実施したお救い米の支給が功を奏したためである。天明4年2月11日（1784年3月31日）、大坂堂島の米仲買商16名が買占めにより摘発されていたが、天明4年4月23日（1784年6月10日）には16名の仲買商が所有していた196440石の米のうち約三分の一にあたる65000石が、江戸、大坂、京都で米価高騰で困窮する人々へのお救い米として利用されることが決定された。65000石のうち30000石が江戸、25000石が大坂、10000石は京都へ向けられることになり、お救い米として市場価格よりも廉価で売り渡され、困窮した人々への支援に充てられた。端境期に行われたこの措置は米価のさらなる高騰を食い止め、米価が高騰した厳しい情勢はなお続いたものの、天明3年から4年にかけては大規模な打ちこわしが全国的に広まる事態は避けることができた。

## 天明6年の不作と政変
天明6年（1786年）は、再び東北地方を始め気候が寒冷な年となった。しかも天明6年の場合、冷害以上に風水害が米の不作に拍車をかけた。まず天明6年7月、関東地方が大雨に見舞われた。天明6年7月12日（1786年8月5日）に降り始めた大雨は、先年の浅間山大噴火による降灰で河床が浅くなっていた利根川を始めとする関東地方の各河川を氾濫させ、江戸を始め関東地方各地は大洪水に見舞われた。天明6年7月の水害は江戸の町始まって以来の大水害と言われ、江戸の町は広く水浸しとなった。そしてこのときの大雨は関東地方の多くの田畑に甚大な被害をもたらした。天明6年の風水害はこれで終わらなかった。天明6年8月になると今度は全国的に強風が吹き荒れ田畑に被害をもたらした。結局天明6年の米の収穫高は全国平均で平年作の約三分の一にまで落ち込んだと言われている。
天明6年の米の作柄は全国的に著しい不作となったが、その中では九州、北陸、そして東北地方は比較的作柄が良かった。天明6年、東北地方は冷害に見舞われたものの、弘前藩の米の作柄が平年作の6割から7割程度であったように、不作とはいえ場所によっては収穫が皆無となった天明3年のようなことにはならなかった。全国的に著しい不作の年であった天明6年、東北地方はある程度の収穫高を確保できた。しかし東北地方の人々の脳裏には天明3年から4年にかけての大飢饉の惨状が生々しく残っていた。天明6年から7年にかけて東北地方の諸藩は地元での食糧確保を重視して回米にブレーキをかけ、そのことが全国的な不作で高騰していた米価を更に押し上げることに繋がった。
そのような中、幕府の政局は大きな転換点を迎えていた。将軍徳川家治が天明6年8月に体調を崩し、天明6年8月25日（1786年9月17日）に死去する。そして天明6年8月27日（1786年9月19日）、田沼意次は老中を依願免職となる。折りしも天明6年の8月にはこれまで田沼意次が推進してきた重要政策であった全国御用金令、印旛沼干拓などが中止に追い込まれ、その政治責任を追及する声が高まっていた。天明6年閏10月5日（1786年11月25日）には田沼意次の領地のうち2万石が没収となり、さらに大坂の蔵屋敷と神田橋の上屋敷の返上、そして意次本人の謹慎が命じられた。
しかし田沼意次の政治生命はここで完全に絶たれたわけではなかった。天明6年12月27日（1787年2月14日）には田沼意次の謹慎措置は解除となり、天明7年1月1日（1787年2月18日）に江戸城で行われた年賀の席で、田沼は老中に準じる席次で参列し、次期将軍徳川家斉に拝謁した。そして田沼意次は老中を辞めたとはいえ、当時の幕府中枢部の多くは田沼によって引き立てられた人物であり、田沼復活の可能性はまだ残されていた。

## 長引く政争と米の価格急騰

### 譜代派と田沼派の暗闘と政治空白

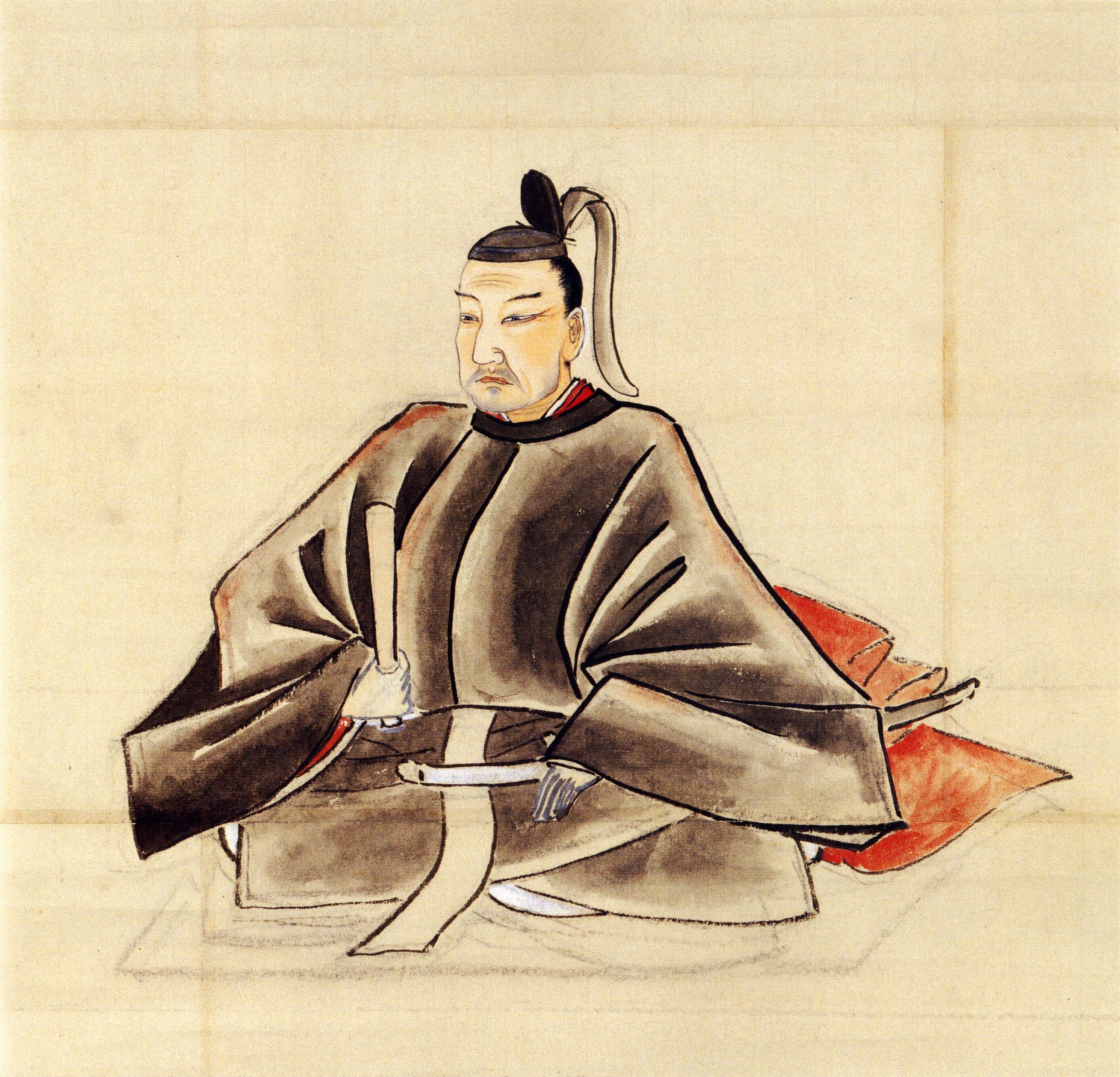
徳川家治は、まだ若年の後継者徳川家斉の後見を御三家と一橋治済に託した。

天明6年9月6日（1786年9月27日）、大老井伊直幸は御三家の当主、尾張藩主徳川宗睦、紀州藩主徳川治貞、水戸藩主徳川治保に対し、「後継者の家斉はまだ若年であるため、御三家が家斉のことを補佐していくよう」との内容の将軍家治の遺言が伝えられた。翌日には御三卿のうち当主不在の田安家以外の、次期将軍家斉の実父でもある一橋家の一橋治済、清水家の清水重好に対しても同様の家治の遺言が伝えられた。なお家治から御三家、御三卿当主に対する次期将軍家斉の補佐についての依頼は上記のように尾張藩主徳川宗睦、紀州藩主徳川治貞、水戸藩主徳川治保、一橋家当主の一橋治済、清水家当主の清水重好の五名に対してなされたが、清水重好は病弱のため、実質的には御三家当主と一橋治済に対して出された形となった。将軍から後事を託された形となった御三家当主と一橋治済は幕政への関与を強めていくことになる。先述のように御三家、御三卿を始めとする譜代派は田沼意次主導の政治体制、政策に強い不満を持っており、田沼意次の更迭に続いて自派の代表を幕閣に送り込み、政治体制と政策の刷新を目指した。
天明6年10月23日（1786年11月13日）、御三家の各当主はそれぞれ田沼意次の政策を厳しく批判した上で、幕府人事の刷新および田沼を厳罰に処するよう幕閣に申し入れを行った。この時の御三家申し入れでは老中首座の松平康福の更迭と、後任として奏者番の秋元永朝を抜擢するよう主張していた。翌日、一橋治済は尾張藩主徳川宗睦、水戸藩主徳川治保に対して、現状では幕府役人の登用が器量ではなく賄賂によって左右されていると指弾した上で、享保の改革に倣い、万民が納得する政治を行うために実直で才能ある人物を老中とし、その上で優れた人材をどんどん登用していくべきとの意見を記した書簡を送った。しかしこの時はまだ一橋治済は老中とする意中の人物を明らかにしていなかった。そこで一橋治済からの書状を読んだ御三家側は意中の人物を教えるように依頼をした。
天明6年閏10月5日（1786年11月25日）、先日御三家が幕閣に対して行った秋元永朝を老中として抜擢する案を拒否する旨の回答がなされた。すると翌日には一橋治済から御三家側に、白河藩主松平定信、小浜藩主酒井忠貫、大垣藩主戸田氏教の三名が老中に相応しいが、中でも松平定信が最適任である旨の書簡が届けられた。当時、老中は寺社奉行兼任の奏者番、若年寄、側用人などの中から選ばれるのが通常で、また譜代大名の中から選ばれるのが通例であった。松平定信は幕府の役職に就いておらず、さらに親藩大名であり、老中に選ばれるとすれば異例な人事であった。御三家は協議を重ねた結果、一橋治済とともに松平定信を老中に推薦していくことになった。
将軍実父であった一橋治済は松平定信擁立に向けて活発に動き出した。御三家とともに老中に定信を推薦していく表のルートとともに、将軍世子時代から家斉の御用御側取次を勤めており、家治の死後に江戸城本丸に移った家斉とともに本丸の御用御側取次となった小笠原信喜を自派に引き入れ、将軍側近である小笠原信喜を通じての幕閣への働きかけを強めた。しかし田沼派が多く残ったままの幕閣、そして大奥の抵抗は頑強であり、一橋治済のいわば裏からの松平定信擁立工作はなかなかはかどらなかった。そのような中、天明6年12月15日（1787年2月2日）御三家共同で大老井伊直幸に対し、松平定信を老中に推薦する書状を提出するに至る。
しかし幕閣側は御三家の提案を受け入れるつもりはなかった。天明7年2月1日（1787年3月20日）には大奥老女の大崎が尾張藩邸を訪れて非公式に拒否の回答を行い、続いて天明7年2月28日（1787年4月16日）には正式に拒否の回答がなされた。拒否の表向きの理由としては、徳川家重の時代に将軍に身近な親類は幕府の重要ポストに就任できないとの内規が定められており、松平定信の実妹である種姫が家治の養女となった上で徳川治宝の正妻となっていたため、内規に違反するということであった。しかし本当のところは御三家や御三卿といった譜代派が擁立する松平定信を田沼派があくまで拒否しているというのが実態であった。
御三家や一橋治済は幕閣に松平定信の擁立以外にも政治の刷新を求めていたが、それらの要求が全く受け入れられるきざしが見られないことに不満を強めていた。しかし松平定信の擁立が難航する中、御三家と一橋治済の関係にすきま風が吹くようになった。これは一橋治済が徳川家斉の実父であるため、将軍実父の影響力を駆使して幕政に容喙することを警戒する空気が広まっており、御三家としてもそのような懸念を共有していたことが原因であった。松平定信擁立や幕政刷新を目指して御用御側取次などを通じた工作を進める一橋治済に対し、御三家側は不快感を見せるようになった。
田沼意次の老中辞任後の幕政刷新を求める譜代派と田沼派の対立は、田沼派の頑強な抵抗、そして譜代派内の足並みの乱れもあって膠着状態が続いた。田沼辞任後、幕政を主導する存在が欠如した上に厳しい内部対立を抱えた幕府は、一種の政治空白状態に陥った。政治空白状態の中では幕府として思い切った政策を実行することは不可能であり、政治的な課題には当面の場当たり的な対応に終始する状態が続いた。例えば譜代派が求める幕府役人の綱紀粛正を図る法令を出したかと思うと、田沼派の牙城であった将軍側近の幕府役人の権威を重んじるように指示する法令が出されるといった事態が発生していた。このような幕府内の譜代派と田沼派との抗争による政治空白は、幕府内部の努力では解決の糸口が見出せないまま、天明7年5月から6月にかけて激しい打ちこわしが日本各地で発生することになった。

### 不作による米価高騰と幕府の対応
天明6年は主に風水害によって全国の広い地域が凶作となり、米の収穫高が激減した。全国的な米の不作による米価高騰に危機感を抱いた幕府はその対策に乗り出した。まず天明4年1月から9月にかけて施行された米穀売買勝手令を天明6年9月20日（1786年10月11日）に再公布した。これは天明4年時と同じく、決められた業者以外が米の流通、販売を行うことを認め、江戸に持ち込まれた米を問屋を通さずして自由に販売してよいとする米穀売買勝手令によって米の流通を活性化させ、その結果米価の引き下げを図ることを狙ったものであった。米穀売買勝手令によって大坂から江戸へ向けての米の流通は活性化したが、「脇々米屋素人」と言われる決められた米を扱う業者以外の商人が投機目的で米の買占めを図ったため、実際の米の流通量は期待通りに増加せず、米価高騰は収まらなかった。結局期待通りの成果を挙げられぬまま、米穀売買勝手令は天明6年11月8日（1786年12月28日）に廃令となる。
米穀売買勝手令の廃止後、天明6年11月29日（1787年1月18日）に江戸町奉行は大坂から江戸にもたらされた米を仲買を通さずして小売を行えるようにした。これは米の流通時において仲買のマージンをなくすことによって米価の引き下げをもくろんだものであった。しかしこの政策は流通現場に混乱をもたらしたということで、早くも天明6年12月23日（1787年2月10日）には引っ込められ、替わりに仲買時などの流通経費の縮減を図るよう命じた。このように幕府当局の高米価抑制策の基本は、米穀売買勝手令の挫折後もあくまで米の流通促進など流通面に対する対処であった。しかし実際には米価高騰による更なる利益をもくろむ商人たちによって売り惜しみが発生しており、米の多くは「隠れ米」となって市場流通量が少ない状況が続き、事態の好転は見られなかった。
また幕府は米を用いる酒造の制限に乗り出した。天明6年9月22日（1786年10月13日）、米価が下落するまで酒造を半減させるよう命じる法令を出す。これは酒造による米の消費を抑え、米の絶対量を確保することを目的とした法令であった。そして天明6年10月には江戸町奉行は搗米屋仲間の米の小売価格に安価な公定価格を定めるという米価を直接操作する措置も行った。しかし年貢米を売却するレートである蔵米相場を市価の高い水準に据え置いたため、小売レートを安く設定された上では米屋は高価格の蔵米の購入が困難となってすぐに行き詰まり、安価な公定小売価格の設定はすぐに引っ込められてしまった。
結局先の天明4年の米価高騰時に江戸、大坂、京都の三都で行われた、市価よりも安価でのお救い米の放出という高米価に対する積極的な対策は、天明6年から7年にかけての米価高騰時は大規模な打ちこわし前には実施されることがなかった。江戸町奉行は天明6年閏10月から天明7年3月にかけてと天明7年5月に、著しく生活に困窮している貧民に対してお救い米の支給を行ったが、対象が限定されており米価高騰に苦しむ人々にとうてい行き渡るものではなかったため、米価高騰に対して有効な対策を取りえない幕府に対する不満が徐々に高まっていった。
もともと幕府は米価の異常な高騰によって多くの人々が苦しむ状態となっても、米の値段を強制的に下げることを目的とする公定価格を導入したり、備蓄している米を安価で放出するなどという米価高騰に対する直接的な対応策を取ることは少なかった。これは江戸幕府の基本制度の一つである石高制の根本的な矛盾が原因であった。つまり江戸時代の幕府、諸藩を始めとする武士階級の主たる収入は年貢米であり、米価高騰は収入の増加に直結するため、いくら民衆が生活苦に追い込まれようが高米価を歓迎し、商人らの米の買い占めに対する取り締まりもおろそかになりがちであった。天明6年10月に江戸町奉行が行った米の小売価格設定も、安価な小売価格を設定するのみで元売り価格には手をつけようとしなかったために破綻するなど、天明6年から7年にかけての米価高騰でもその対応策が不十分かつ後手後手に廻ってしまい、全国各地で激しい打ちこわしが発生するという最悪の結果を招くことになった。

### 全国的な米不足の発生
18世紀後半の天明期、松前の海産物、魚肥生産地帯、安芸の塩田地帯、摂津西部の酒造地帯など全国各地で米の大量消費地が形成されるようになった。また都市の成長や産業の勃興などによって各地域内においても米の消費地が形成されるようになり、その結果畿内、東海、日本海沿岸の主要都市などでは地方米市場が発達してきた。これら地方都市の米市場はそれぞれ全国の米流通とリンクしたため、全国的に米の流通が活性化することになった。そのような状態下で発生した天明6年から7年にかけての米価高騰は、投機的な米の流通に拍車をかける原因となった。天明6年9月から11月にかけて施行された米穀売買勝手令など江戸での米価引き下げ策に偏重した幕府の政策もあって、地方市場から江戸に向けて米が大量に輸送されたため、西日本を中心として広い範囲で米不足が顕在化し米価が高騰した。
また当時全国の米流通の拠点であった大坂の米市場も、当時発達を見せていた地方の米市場の影響を蒙り、変化を見せていた。これまで多くの米は大坂の市場で販売されていたものが、各地方にある米市場の動向を見ながら米の売却を行うようになったこともあって大坂米市場の影響力が低下し、また大坂市場に来る米の量も安定しないようになっていた。天明6年から7年にかけて大坂にやって来る米の量は減少したのにもかかわらず、大坂から江戸に向けられる米の量は減少しないどころかむしろ増加したため、大坂は急速な米不足に見舞われて大坂の米市場は機能停止状態に陥った。その結果天明6年5月から6月にかけて大坂では米価が暴騰し、大坂を基点として打ちこわしが全国へと波及することになった。
そして天明6年から7年にかけての米不足に拍車をかけることになったのが東北地方の動向であった。天明6年、東北地方は冷害に見舞われたとはいえその被害は比較的軽く、全国的に見れば作柄は良好な方であった。しかし東北地方は天明3年から4年にかけて数十万人が餓死したと推定される凄まじい飢饉の直後であり、大飢饉の再来を恐れる東北地方諸藩は米の搬出にブレーキをかけた。この結果、天明6年から7年にかけて東北地方では比較的米の流通に余裕が生じ、一部で打ちこわしが発生したもののその影響は他地方と比較して軽微であった。しかし東北地方の米移出の制限は全国の米市場の更なる逼迫を招き、米価高騰に拍車をかけることになった。

## 大坂での打ちこわしの勃発と全国への波及

### 大坂での打ちこわしの発生

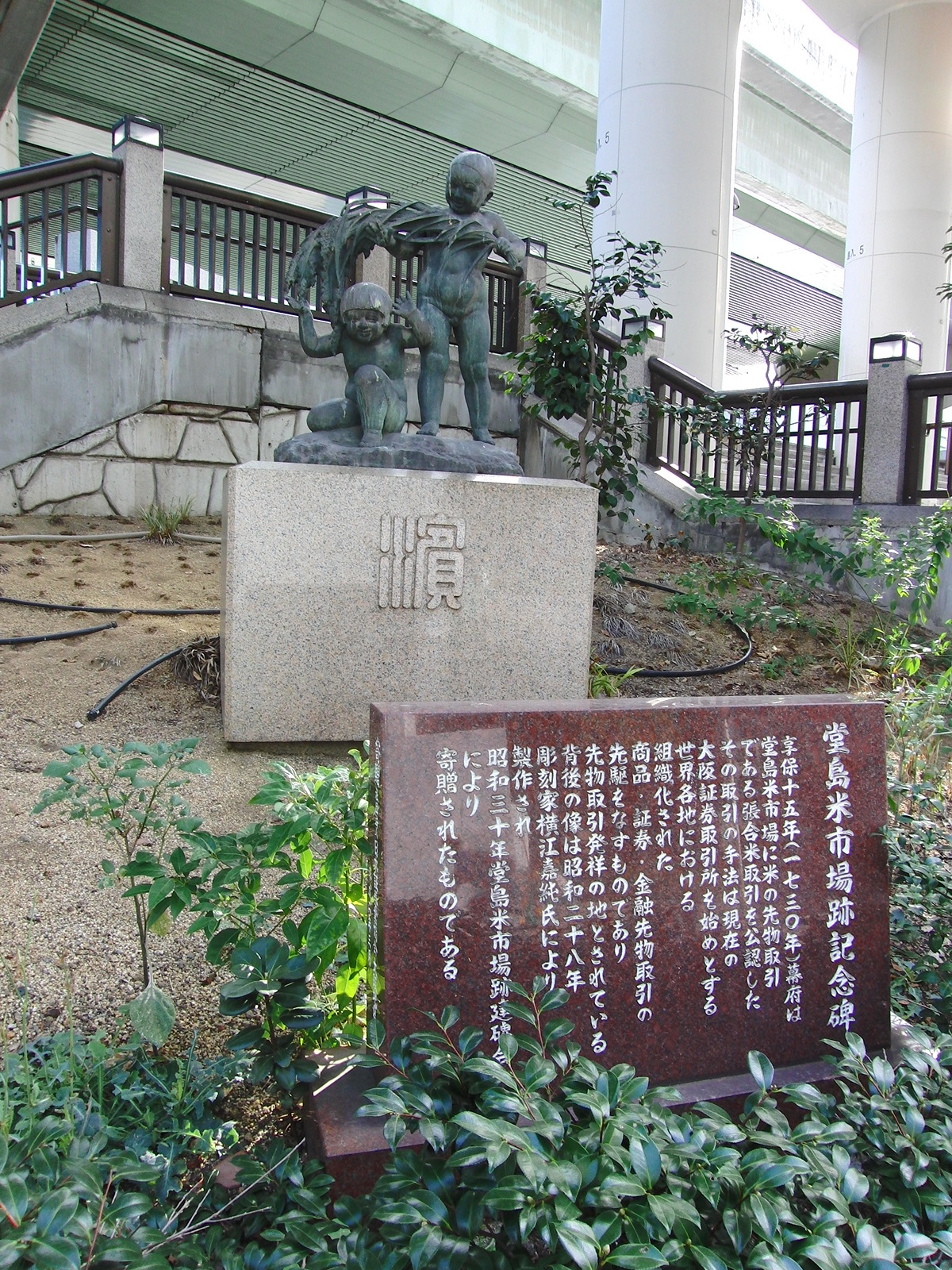
大坂での米取引の拠点であった堂島米会所の跡地。天明7年5月の打ちこわしは大坂から全国へと広まった。

全国的な天明6年の不作が引き金となった米価高騰は、天明年間後半に著しくなった田沼政権の通貨政策に端を発する物価高、そして天明3年から4年にかけての大飢饉の教訓により米の移出に制限を加えた東北地方の動向もあって、天明7年に入ってその深刻さを増していった。大坂では全国的な米不足の中、米の移入が減少しているのにもかかわらず江戸への米の移送が行われ続け、そのうえ商人たちによる米の買い占めも行われており、米不足が深刻化していた。米不足と物価高による米価高騰の直撃を受けた大坂の米の小売を担う搗米屋は、天明7年5月5日（1787年6月20日）までの売掛け金を回収した上で、これまで行われてきた掛売りを中止して、金と銭の価値が低下する中で価値が上がっていた現銀払いのみで米を販売することにする協定を結んだ。天明期の物価高によって生活に大きな打撃を蒙っていた都市民衆にとって、高騰した米を現銀でなければ購入できないことは死活問題であり、搗米屋に対してこれまでの売掛け金の支払いを誠実に行うので、今まで通りの掛売りを続けて欲しいと要望したが認められなかった。
天明7年5月10日（1787年6月25日）夜、木津や難波に住んでいる人々を中心に木津村の米屋が打ちこわされた。この打ちこわしが天明7年の大坂打ちこわしの始まりとなり、そして打ちこわしは大坂から全国各地へと波及することになった。木津村は当時6つの村によって構成されており、大坂近郊の村として野菜栽培などの農業とともに、綿屋や絞油屋などといった加工業、商業が発達し、更に都市化が進み始めていて借家住まいの人々も増加していた。つまり天明7年当時の木津村は都市化が進み出した大坂近郊の農村であった。また木津村は米作ではなく主として大坂向けの畑作が営まれていたため、米は大坂中心部の堂島の米市場で全て賄われていた。つまり都市近郊の畑作地であり加工業、商業が盛んで都市化も進行して多くの借家人が住むようになっていた木津村は、構造的に米価高騰の影響を強く受ける村であった。
木津村で始まった大坂での打ちこわしは翌天明7年5月11日夜（1787年6月26日）には、多くの下層生活者が住んでいた当時の大坂の周辺部に当たる玉造町、天満伊勢町、安治川新地などに広がった。この時の打ちこわしでは米を買い占め多くの利益を挙げていると見られていた米屋がターゲットとなり、米の価格高騰の中、暴利をむさぼる商人たちに対する民衆の怒りが打ちこわしに繋がるという構図が明確となった。そして天明7年5月12日（1787年6月27日）には、当時の大坂中心部全域で激しい打ちこわしが発生した。打ちこわしの目標はやはり米価高騰の中、米の売買を通じて巨利を挙げていた商人たちと、これまで認められてきた米の掛売り中止、現銀払いとした搗米屋の代表格であった。民衆たちは店舗を破壊し商売道具を壊し、金銭や商品、帳面などを川に投棄するといった激しい打ちこわしが大坂中に広まった。
天明7年5月12日昼以降、民衆たちは搗米屋を中心とした米屋に対して安価での米の販売を要求する「押買」の行動に移った。大坂町中に広まった打ちこわしの脅威を背景に、民衆たちは米屋に安価での米の販売を要求し、拒否をしたら打ちこわしを行った。さっそく町触によって押買は禁止されたものの、大坂を席巻した打ちこわしの恐怖に米屋は対抗しきれず押買は広まった。天明7年5月13日（1787年6月28日）には、押買の横行に恐れをなした大坂町中の搗米屋は一斉に売り切れの札を店先に掲げ、閉店状態となった。同日には大坂町奉行所の打ちこわし取締り、町々での番人設置、そして生活困窮者に対する組織的な安価な米の販売が開始されたことにより、大坂での打ちこわしは沈静化に向かった。天明7年5月にどのくらいの商家が打ちこわしに遭ったのかについてははっきりしないが、数十件から百数十件との記録が残されている。大坂での打ちこわしは沈静化したものの、大規模な打ちこわしの発生、そして大坂町中の搗米屋の営業休止によって民衆たちが近隣へ米を買い求める行動に出たことにより、大坂近郊の都市を中心として打ちこわしや騒動が広がることになった。

### 打ちこわしの全国波及
天明7年5月12日（1787年6月27日）夜、堺で打ちこわしが発生し、米関連の商家約30軒が被害に遭った。そして天明7年5月13日（1787年6月28日）、大坂の搗米屋は一斉に売り切れの札を店先に掲げ、閉店状態となったのを受け、大坂町民が近隣に米の買い出しに出る事態となった。天明7年5月13日（1787年6月28日）には兵庫で江戸に向けて回米を行っていた米屋など、6軒の米屋が打ちこわされた。これは米価高騰の中、江戸へ向けての回米が集中的に行われた影響が出たものと考えられる。その後打ちこわしは大坂近郊では大和郡山、奈良、枚方、茨木、尼崎、伏見、岸和田などへ波及し、京都も不穏な情勢となった。
その後打ちこわしは瞬く間に各地へと広がっていった。この背景には数年来顕著になっていた物価上昇、更に米価の高騰が加わって全国各地の庶民の生活は極めて厳しい状況に陥っていた点や、江戸商人による米の買占めによって米不足に陥った福井で打ちこわしが発生したり、尾道では米不足の中、入港する米の減少とともに、各地から尾道に集まる商人たちによって米の買い付けが行われたために著しい米不足となり、打ちこわしに繋がるなど、米市場の多様化を背景に全国各地で活発となっていた米取引が折からの米価高騰によって投機色を強め、全国的に米の買い占めが広まって各都市で生活する庶民の生活にさらなる打撃を与えていた点が挙げられる。また尾道では打ちこわし当時、港や宿場で働いていたり繰綿などに従事する労働者が多数借家で生活していたことが確認されており、自家の町人、職人の約1.6倍に達していた。このような借家で生活する単純労働者が全国各都市で増加しており、全国各地で同時多発的に発生した打ちこわしの中心となった。
その他天明7年5月には和歌山、熊本、岩槻、広島、駿府、長崎、神奈川、下関、博多、久留米など当時の主要都市30カ所あまりで打ちこわしが発生した。これは江戸時代を通じて打ちこわしの月間最多数であった。そして打ちこわしは天明6年6月には更に石巻、小田原、宇和島などへと広まった。なお天明6年6月に打ちこわしが発生した石巻と宇和島では、銭相場の下落に伴う庶民の生活苦が打ちこわしの要因となった。一方天明3年（1783年）夏、大飢饉直前に各地で打ちこわしが発生した東北地方は、天明7年（1787年）6月に会津藩領の坂下や石巻で打ちこわしが発生したものの、他の地域と比較して情勢は落ち着いていた。これは先述のように天明3年から4年にかけての大飢饉の教訓を受け、東北地方からの米の移出に制限を加えたため、米の供給に比較的余裕があったためである。
前年から続いていた幕府内の激しい権力闘争に伴う一種の政治空白が、米価高騰に対する民衆の鬱積した不満に、幕府役人が注意力を欠く要因となったとの見方もある 大坂に始まった打ちこわしが全国各地へと広まったことは、幕府のお膝元である江戸で発生した大規模な江戸打ちこわしと共に幕府に大きな衝撃を与えることになる。

## 天明の江戸打ちこわし

### 米価高騰による米の買い占めと売り惜しみ
江戸では天明6年（1786年）7月に、江戸始まって以来と言われる大洪水に見舞われ、物価が上がり米価の高騰が始まった。そして天明6年は全国的に米が不作であり、米価高騰に拍車がかかった。米価の高騰に対して江戸町奉行は、天明6年閏10月13日（1786年12月3日）から天明7年3月にかけてと天明7年5月に、著しく生活に困窮している貧民に対してお救い米の支給を行った。しかしこの施策は小規模かつ限定的なもので、多くの人々には支援の手が届かなかった。結局天明4年時に実施されたお救い米の支給のような庶民に行き渡る直接的な支援は、打ちこわし発生後まで実施されることはなく、そのような中で米価の高騰はますます激しくなっていった。
幕府は天明7年5月9日（1787年6月24日）、三度目となる米穀売買勝手令を公布した。これはこれまでの二回の公布時と同じく、決められた業者以外が米の流通、販売を行うことを認め、江戸に持ち込まれた米を問屋を通さないで自由販売を認めることにより米の流通を活性化させ、米価の引き下げをもくろんだものであった。しかし天明7年5月時の公布は全くの逆効果に終わった。もともと米価高騰で一儲けをたくらむ商人たちによって江戸には多くの米が持ち込まれていたが、投機目的で米は買い占められ市場には思うように流通していなかった。米穀売買勝手令の公布によって米商人以外の多くの商人が米を買いあさり、更なる高値を期待して米の売り惜しみに走ることになり、更には江戸打ちこわし時に米屋以外の米の買占めを行った商人も打ちこわしのターゲットになり、江戸全体に打ちこわしが波及するという結果を招くことになった。また買い占められた米は商人の下に保管されていたばかりでなく、武家に賄賂を贈り武家宅に預かってもらう例が多発しており、米の隠匿は商人以外にも広まっていた。

### 奉行所の支援拒否と餓死者、自殺者

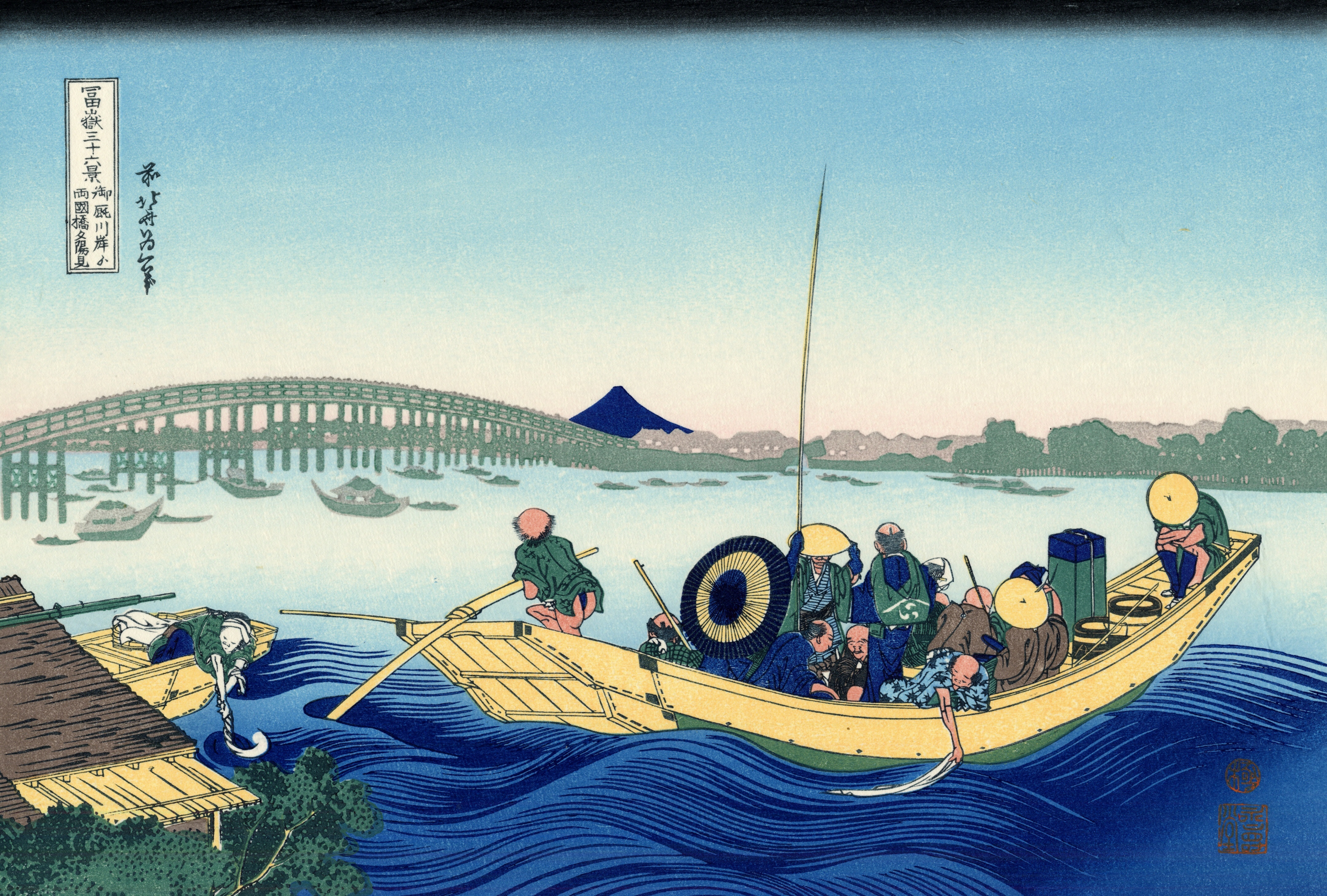
葛飾北斎の富嶽三十六景に描かれた両国橋。天明7年5月半ばには異常な米価高騰による生活苦で、両国橋など隅田川に架かる橋から身を投げる人が続出したと伝えられている。

江戸の米価は天明7年（1787年）4月から5月にかけて更に急騰した。天明5年（1785年）には百文で1升1合買えた白米が、天明7年（1787年）5月初旬には百文で4.5合、そして5月17日には3合にまで暴騰した。たまりかねた人々は天明7年5月10日（1787年6月25日）頃から連日町奉行所前に押しかけ、お救い願いを出すようになった。しかし天明7年5月11日（1787年6月26日）には、月番の北町奉行曲淵景漸からは「何とか食いつなぐように」との趣旨と考えられる通達が出された。
5月半ば過ぎになると米の価格急騰によって多くの搗米屋は休業に追い込まれていった。米の入手が不可能となっていく中、生活に困窮した人々を数多く抱えた江戸の各町は、奉行所へのお救い願いを行おうとしたが、町名主や町年寄の自粛要請がなされ嘆願には至らなかったケースもあった。しかし奉行所に対するお救い願いは五月雨式に行われ続けた。町奉行所は天明7年5月18日（1787年7月3日）、南北の年番名主からのお救い願いを却下し、天明7年5月20日（1787年7月5日）には神田鍋町など四町から出された嘆願に対しては、「精を入れて稼ぎ、何とか食いつなぐよう」申し渡したのみであり、人々の必死の嘆願に対して真摯な対応を見せようとしなかった。
天明7年5月19日（1787年7月4日）、町奉行所は問屋や仲買に対して大豆の値段を下げるように指示し、人々に対しては食糧に適した大豆を主食とすることを薦める町触を出し、更に5月21日から本船町、伊勢町、小舟町の米の仲買商から米の購入が出来るようにするとの通達を出した。しかしこの通達には大きな問題があった。米の販売価格を異常に高騰した時価のままで行うとしたのである。これでは米価の異常高騰に苦しむ人々に対する支援にはならず、奉行所に対する批判が高まるだけの結果を招いた。天明7年5月20日（1787年7月5日）には町奉行所は米の売り惜しみを行う商人たちへの立ち入り調査も行ったが全く不十分な調査に終わり、町奉行所を始めとする公儀への不信は決定的なものとなった。
米の価格急騰に伴う生活苦によって極度の困窮状態に追い込まれた人々にとって、町奉行からの積極的な支援拒否は最後の望みの綱を絶たれたも同然であった。既に天明期の物価高騰によって都市貧民の生活は追い詰められており、家賃未払いにより借家を追い立てられ、更に米価高騰により食糧の入手も困難となった貧民たちの中から、餓死者、そして自殺者が現れだしていた。「内外国事記」によれば、天明7年5月15日（1787年6月30日）過ぎから、隅田川にかかる両国橋、永代橋、新大橋などから身を投げる人が急増したため、身投げを行う人が出ないよう橋番人が増強され監視を強化した。すると今度は隅田川などの渡船から身を投げる人が続出したため、天明7年5月18日（1787年7月3日）以降、渡船の運行が中止された。実際に餓死、自殺に追い詰められた人々の他にも、困窮のため餓死や自殺の一歩手前にまで追い込まれた人々は数多く、自らの生命の危機を感じた人々は打ちこわしに立ち上がることになった。
そして多くの江戸町民が危機に追いやられているのにもかかわらず、人々のお救い願いに対して真摯に対応せず、効果的な救援策に乗り出そうとしない町奉行所に対して、真偽不明の風説が急速に広まっていった。お救い願いに対し北町奉行の曲淵景漸が「犬を食え」、「猫を食え」と放言したとか、「町人は米を食うものではない、米が無ければ何でも食うが良い」と叱りつけたとされた。また大豆食を奨励した奉行所の町触に対して「大豆食を実践すれば疫病や脚気になる。人々が皆死んでも構わないのだろう」とのデマも広がった。このような風説やデマの流布は江戸町民の感情を更に逆撫ですることとなり、天明7年5月20日（1787年7月5日）夕刻、大規模な打ちこわしが勃発することになった。

### 大規模な打ちこわしの勃発
天明7年5月、江戸では5月12日（1787年6月27日）頃から局地的に小規模な打ちこわしが発生していた。5月に入ってからの米価の暴騰、お救い願いに対する奉行所の拒否など、米価高騰への効果的な対策の欠如によって多くの人々の生活が困窮のどん底に追いやられ、町奉行所を始めとする公儀に対する不信が決定的となる中、天明7年5月20日（1787年7月5日）の夕方から夜にかけて、赤坂の米屋、搗米屋二、三十軒が打ちこわされた。これが江戸中を荒れ狂い、一時無政府状態に陥れるほどの大規模な打ちこわしの始まりであった。同日夜、深川でも打ちこわしが始まった。
明けて天明7年5月21日（1787年7月6日）、打ちこわしは江戸の中心部から周辺部にかけての全域に広まった。打ちこわし勢は鳴り物として鐘、半鐘、鉦鼓、太鼓、拍子木、金盥などを鳴らしながら人々を集め、棒や斧、鋤や鍬、そして鳶口などを持ち、鳴り物や掛け声で合図をし、時々休憩を取りながら打ちこわしを行った。最初は打ちこわしを見物していて途中から参加する場合もあり、そのような人々は障子の桟や木切れなど打ちこわしの現場に散乱している物を手にとって打ちこわしを行った。そして打ちこわしの標的の商家の門戸を破る時は大八車を用い、二階に登る時には段梯子を用いるなどし、門塀、壁、障子、畳、床など家屋を破壊し、米を搗く道具である臼や杵、酒樽や桶、帳面などの商売道具、箪笥、長持などの家具、呉服などの家財道具などを壊し、更に米や麦、大豆や酒、醤油、味噌などが路上にぶちまけたり川に投げ込むなどした。しかし打ちこわしによって家屋の倒壊に至ったケースは確認されておらず、また5月20日、21日の段階では打ちこわされた商家の米や麦、大豆などを路上にぶちまける、川に投ずなどといった事態が頻発したが、打ちこわしに乗じた盗賊行為などはほぼ見られなかった。これは打ちこわしの目的が民衆の苦しみを省みずに米の買占めを行い、米価高騰を引き起こした商人たちへの社会的制裁を加えることにあったためと考えられ、また当初打ちこわしに乗じた盗賊行為がほぼ見られなかった点や、鳴り物や掛け声で合図をし、ときどき休憩を取りながら打ちこわしを行った点などから、打ちこわし勢が高度に組織化された規律ある行動を行っていたと見られている。これは江戸打ちこわしについて水戸藩士が「まことに丁寧、礼儀正しく狼藉」を行っていたと記録したり、別の武士の記録にも「打ちこわし勢は一品も盗み取ろうとしない」と書かれていることからも裏付けられる。
打ちこわしに参加した民衆の中には「ここに来て打ちこわしに参加したのは、米の値段を下げ、世の中を救うためである」とか、「日頃米を買い占め売り惜しんだ者たちよ、人々の苦しみを思い知るが良い」などと大声で叫んだとの記録が残っており、また当時、江戸での米流通拠点であった浅草蔵前や小網町の辻など、江戸各所に「天下の大老、町奉行から諸役人に至るまで米問屋と結託して賄賂を受け取り、関八州の民を苦しめている。その罪の故、我らは打ちこわしを行うに至った。もし我々仲間のうち一人でも捕縛して罪に問うことがあれば、大老を始め町奉行、諸役人に至るまで生かしてはおかない。我々は幾らでも大勢で押し寄せるしそのこと厭いはしない、かくなる上は人々の生活が成り立っていけるような政治を実現すること」といった内容が書かれた木綿製の旗が立てられたと伝えられている。このことからも打ちこわし参加者の主目的が米の価格高騰の中、暴利をむさぼる商人たちへの社会的制裁、そしてそのような商人たちと結託し、民衆を省みず仁政を行おうとしない幕府の政治に対する批判、更には米価を下げ世を救うことを要求するといった点にあることが示唆される。
打ちこわしの勢いは天明7年5月22日（1787年7月7日）も衰えず、江戸中の騒乱状態は続いた。22日頃から打ちこわしに変化が見え出した。まず大坂の打ちこわしでも見られた、米屋に対して米の安売りを強要する押買が見られるようになった。押買は打ちこわし勢が米の安売りを強要し、拒絶すれば打ちこわしが待っていたため、多くの米屋は要求を呑まざるを得なかった。しかし当時の米の価格よりも安価ではあるが打ちこわし勢は対価を払っており、またもうこれ以上は無理と言われればそれ以上の押買の強要は避けたとされ、全体としては統制が取れていて略奪とは異なる行動であったとされる。
また22日頃からは打ちこわしの混乱に乗じた盗みが見られるようになった。開始当初は打ちこわしのみ行い米や金銭などを盗む行為はほとんど見られなかったが、次第に米を拾い盗む者が目立つようになり、やがて打ちこわしの混乱に乗じて盗賊が米や金銭、衣類などを奪うという事態が目立つようになった。
大規模な打ちこわしを前にしても、当初、町奉行所の反応は鈍かった。打ちこわしによって江戸中が大混乱に陥る中、江戸城中では寺社奉行、勘定奉行、町奉行の三奉行が対応を協議したが、なぜ町奉行が騒動の鎮静化のために現場に出向かないのかと批判されると、町奉行の曲淵景漸は「この程度のことでは出向かない」と回答した。この曲淵の発言に対し、勘定奉行の久世広民が、「いつもは少し火が出ただけでも出て行くのに、今回のような非常事態に町奉行が現場に出向かないというのはどういうことだ」と、厳しく批判した。結局町奉行の曲淵景漸は打ちこわし鎮静化を図るために現場に出向くことになったが、町奉行や捕縛をする役人たちは打ちこわし勢から、「普段は奉行のことを敬いもする、しかしこのような事態となっては何を恐れ憚ることがあろうか、近寄ってみろ、打ち殺してやる」。とか、さらには「今、江戸中の人々は皆同じように苦しんでいる、しかし公儀からは全く援助の手が差し伸べらず見殺しにされている、まことにむごく不仁な御政道でございますなあ」。などとの罵声を浴び、町奉行側も打ちこわし勢を片っ端から捕縛することはなく、基本的に打ちこわし時に盗みを行う者を捕まえるのみに留まった。実際、町奉行側の手勢が大勢の打ちこわし勢の挟み撃ちに遭って多くの死人、けが人を出したり、打ちこわし勢を捕縛しようとした同心が簀巻きにされたり、十手を取られてしまうなどの事態が発生した。
もはや事態が町奉行の手には負えないと判断されたため、天明7年5月23日（1787年7月8日）、長谷川平蔵ら先手組頭10名に市中取り締まりを命じ、騒動を起こしている者を捕縛して町奉行に引き渡し、状況によっては切り捨てても構わないとされた。しかし実際に打ちこわし勢を捕縛した先手組は2組に過ぎず、残りの8組は江戸町中を巡回しているだけであった。そして天明7年5月24日（1787年7月9日）には町奉行所から騒動を起こした場所にいる者は見物人ともども捕らえること、米の小売の督励と米の隠匿を禁じる町触が出た。この町触からは打ちこわし勢ばかりではなく、見物人も簡単に打ちこわしに参加する状態であったことが見て取れる。
天明7年5月23日（1787年7月8日）からは打ちこわしからの自衛のため、各町内の木戸が常時閉められ、竹槍、鳶口などで武装した番人が警備を行い、木戸の無い町では急遽竹矢来を設置するなどして、打ちこわし勢の侵入を防ぐ手立てが講じられるようになった。また後述のように町内で困窮者に対する施行が始まり、更には遅ればせながら幕府による支援策も具体化して、24日には芝や田町で打ちこわしが行なわれたものの、翌天明7年5月25日（1787年7月10日）には江戸打ちこわしはほぼ沈静化した。

### 打ちこわしの標的
天明の江戸打ちこわしで打ちこわしの被害に遭った商家は、一橋家の調査によれば500件軒余り、うち400軒以上が米屋、搗米屋、酒屋などの食料品関連の商家であり、打ちこわしは基本的に米を中心とした食糧不足に抗議して発生した食糧暴動であることがわかる。天明の江戸打ちこわしでは、米価が高騰する中でも米を売り続けた米屋や、かねてから近隣の困窮者たちに援助を行っていた商家は打ちこわしの標的から外されており、米屋が町内にきちんと米を売ったかどうかと、商人として社会的責任を果たしたかどうかが打ちこわしの標的となるか否かの判断基準となったと考えられる。米価が異常な高騰をする中、搗米屋間では米の小売価格、販売量そして販売時間、更には大坂でも行われた掛売り中止、現銀のみの販売とするとの取り決めがなされており、かつて安く仕入れた米を高騰後の高値で販売を行い、販売量や時間も制限し、その上掛売りを中止して現銀のみでの販売が、取り決めに従った多くの搗米屋で行われ、その結果江戸全域で多くの搗米屋が打ちこわされ、取り決めに従わず庶民に配慮を見せた店は打ちこわしを免れることになった。
つまり天明の江戸打ちこわしでは米価高騰に苦しむ庶民を省みようとはせず、米を買いあさり売り惜しんだ商人たちが主に打ちこわしの標的とされた。当時、米が全国各地で設けられるようなった市場で盛んに取引がなされるようになり、米の投機の解説書が出版されるなど、米を投機目的で売買し利益を上げる動きが強まっていた。打ちこわし勢からすれば、地域に住む人々に米を売って生計を成り立たせている米屋が、消費者である庶民の苦しみを理解しようせず自らの利益のみを追求すれば、道徳的な規範を破ったものとして社会的な制裁を受けるべきであると判断した。
打ちこわしをされた商家の中でも、打ちこわし勢からとりわけ激しい攻撃を受けたのが幕府や諸藩と結託していた御用商人たちであった。数十人の足軽に守られた堀田相模守御用の米屋が、大勢の打ちこわし勢を前にあっけなく打ちこわされてしまったり、数年前に江戸城で消費する油を運上する代わりに江戸中の油の総元締めとなることを願い出て、いったんは認められたものの多くの批判を浴びて撤回となった丸屋又兵衛の商家が、江戸城の油運上を餌に江戸中の油の総元締めとなることを企んだ姦商であるとして、ひどく打ちこわされた。また京橋付近にあった米屋、万屋作兵衛は、米を大量に買い占め高値で売って暴利を挙げている上に、田沼意次の米を預かっているとされ激しい打ちこわしの標的となった。万屋作兵衛の打ちこわしは万作打ちこわしと呼ばれ、打ちこわし勢は万屋作兵衛の商家を組織的に激しく打ちこわし、町奉行が手勢を引き連れ打ちこわし阻止を図ったものの激しい攻撃に曝されて退却を余儀なくされ、全く打ちこわしを止めることが出来ずに最後には店ががらんどうになるほどであった。この万作打ちこわしは「やれ出たそれ出た亀子出世」という黄表紙の題材ともなった。そして打ちこわし勢は護持院にある田沼意次の三千俵の囲米襲撃も試みた。これらのことから打ちこわし勢は暴利を貪る米屋のみならず、幕府役人らと癒着した御用商人、更にはこのような事態を招いた最高責任者と目された田沼意次に対する攻撃も敢行した。

### 打ちこわしの主参加者
天明の江戸打ちこわしの参加者の実数は不明であるが、総勢5000人ほどであったとの記録が残っている。そして天明8年（1788年）2月に江戸町奉行により逮捕者の判決言い渡しがなされたが、その際の記録から逮捕者42名、逃走中とのことで指名手配者が5名いたことが判明する。江戸全体を巻き込み、町奉行の制圧作戦も功を奏しなかったほどの大騒動であった割には逮捕者が極めて少ないが、これは同時代の他記録でも打ちこわしでの逮捕者は40－50名程度の少数に留まったとされており、逮捕者42名、指名手配者5名というのはほぼ実数であると考えられている。これは庶民が参加者である打ちこわしでは多くの参加者が混乱の中逃げおおせたこと、そして町奉行所が打ちこわしに乗じて盗みを行う者を中心に取り締まったという事情の他に、実際打ちこわし時に拘束された人ははるかに多かったと考えられているが、打ちこわし勢とともに、米の買い占めや売り惜しみに走った米屋も拘束されており、打ちこわしは米屋と打ちこわし勢とのケンカであるとの処理がなされ、多くの打ちこわし参加者が放免されたためと考えられる。
北町奉行の柳生久通が判決を言い渡した逮捕者37名、指名手配者5名については、その記録から逮捕、指名手配者の出自などが研究されている。記録によれば全員が江戸在住であるが、家持ち、地主は一名もおらず、そのほとんどが借家住まいであった。しかも住所、職業から判断するといわゆる九尺二間長屋のような裏店借生活を営んでいた者がほとんどであると考えられる。また出身が判明している30名のうち、江戸生まれが23名、江戸近郊の農村から流れてきた者が7名であった。江戸に流れてきた7名について経歴を詳しく見てみると、明和から天明期にかけて江戸にやってきており、宝暦期以降、関東の農村で進行していた農村での階層分化によって農村生活が困難になり、江戸に流れてきたことが示唆される。また同時期、江戸のような都市では都市階層の分化によって下層貧民が増大しており、農村生活が困難になった農民たちが離村して流入し、都市下層貧民に新たに合流するといった事態が発生していたと見られている。
打ちこわしでの逮捕、指名手配者は基本的に自らの住む町内か、近隣の商家を打ちこわしている。つまり自らの生活圏で米の売り惜しみを行った米屋などの商家を打ちこわすといった行為の連鎖が発生したと考えられる。中でも注目されるのが打ちこわしでの逮捕、指名手配者の生活の不安定さである。逮捕、指名手配者のうち27名では現住所での居住年数が判明しているが、10年以上住んでいた者が8名に過ぎないのに対し、12名の者が居住期間1年未満であった。これは江戸の下層貧民が不安定な経済的基盤しか持ち得ないため定住性が希薄であることに起因していると考えられ、住所が定まることなく転居を繰り返す人々の増加は、幕府の後ろ盾もあって形成されてきた都市共同体秩序が緩むといった事態が発生していたことを示している。その一方で現住所での居住実績が長い人も打ちこわしに参加していることから、同一町内にある程度の期間住んでいる長屋住まいの下層民の間に結ばれていた関係性が打ちこわし勢形成の核となり、それに転居を繰り返す不安定な下層民が加わって、生活苦をもたらした商家を打ちこわすといった構図の連鎖がなされたとも推察される。そして打ちこわしでの逮捕、指名手配者のうち、無宿は1名に過ぎない点も注目される。これは貧窮のあげくに家を失った無宿ではなく、生活苦で無宿に追い詰められる一歩手前の裏店借生活者たちが打ちこわしを主導しており、無宿者は主として打ちこわし時に米を盗み取るなどといった行為に出たとされている。
打ちこわし勢を統一して組織、指導を行った指導者の存在については、これまでのところ記録上確認されていない。天明の江戸打ちこわしは主に米の売り惜しみをしていると目されていた米屋を主なターゲットとし、その地域や近隣の民衆が中心となって実行された、つまり不満が鬱積した民衆たちの間で自然発生的に発生、連鎖したものであるが、先述のように江戸町内の各所に蜂起の意図を説明した木綿旗が立てられたことや、打ちこわし開始当初は高度な統制が取れていたことなどから、打ちこわしを主導する指導者層の存在を想定する説がある。
また打ちこわしでの逮捕者の判決では、打ちこわしのみで盗みを行わなかった者たちに対する判決は比較的軽く、盗みに関与した者の判決は重くなった。しかし最も重い判決でも遠島であり、死罪となった者はいなかった。判決の罪状としては「徒党の禁止」を破ったという点とともに、将軍のお膝元である江戸で騒動を起こした点を厳しく指摘していた。

## 事態収拾のための諸対策

### 大坂や各都市での収拾策
全国を席巻した打ちこわしの基点となった大坂では、打ちこわしが大坂全域に広まった天明7年5月12日（1787年6月27日）夜に、大坂町奉行所から困窮者に対して施行を実施するよう町触が出され、町触を受けて翌天明7年5月13日（1787年6月28日）から大坂各所で困窮者に対する米の安価での販売など、施行が開始された。施行にかかる費用は主に大商人や両替店などが負担した。また大坂では大坂外への米の搬出を原則禁止とし、止むを得ない場合には申し出るように指示する他所売積差略令を天明7年5月25日（1787年7月10日）に公布した。同様の命令は兵庫でも天明7年5月28日（1787年7月13日）に出されており、これは米の搬出を差し止めることによって大坂、兵庫での米の絶対量確保を図ったものであったが、大坂からの米の供給に頼っていた畿内各地にとって、他所売積差略令は死活問題であった。特に大坂に近くしかも米の多くを大坂市場に依存していた京都の危機感は強く、京都、伏見への米の搬出は他所売積差略令の例外とするように再三申し入れがなされ、まず京都、伏見への米の搬出は天明7年6月7日（1787年7月21日）に少々であれば認めることとなった。しかし後述の御所千度参りの発生と高揚、それに伴う朝廷から幕府に対する困窮者救援の申し入れ、更には京都以外の畿内各所での米の流通不足による危機感の高まりによって、天明7年7月25日（1787年9月6日）、大坂から各地への米麦以外の雑穀の搬出を自由化し、天明7年8月19日（1787年9月30日）には米麦の搬出も自由化された。替わって天明7年7月27日（1787年9月8日）、幕府は大坂城代に対して酒造を三分の一に制限する命令を出し、米を消費する酒造を制限することで米の絶対量を確保する方策を採ることとなった。
また大坂では天明7年7月6日（1787年8月18日）に、老中から貧困者を対象とした支給を認める旨の指示が出され、実際天明7年8月17日（天明7年8月17日）に大坂町奉行所は極度の貧困状態に追い込まれている29564人に対し、総計約500石の米の支給を行った。このような対策は駿府などでも老中の指示で実施に移されていた。これは全国で同時多発的に発生した打ちこわしを受けて、幕府としても遅ればせながら困窮に追い込まれた庶民に対する具体的な救援に乗り出したことを示している。

### 御所千度参りとその波紋

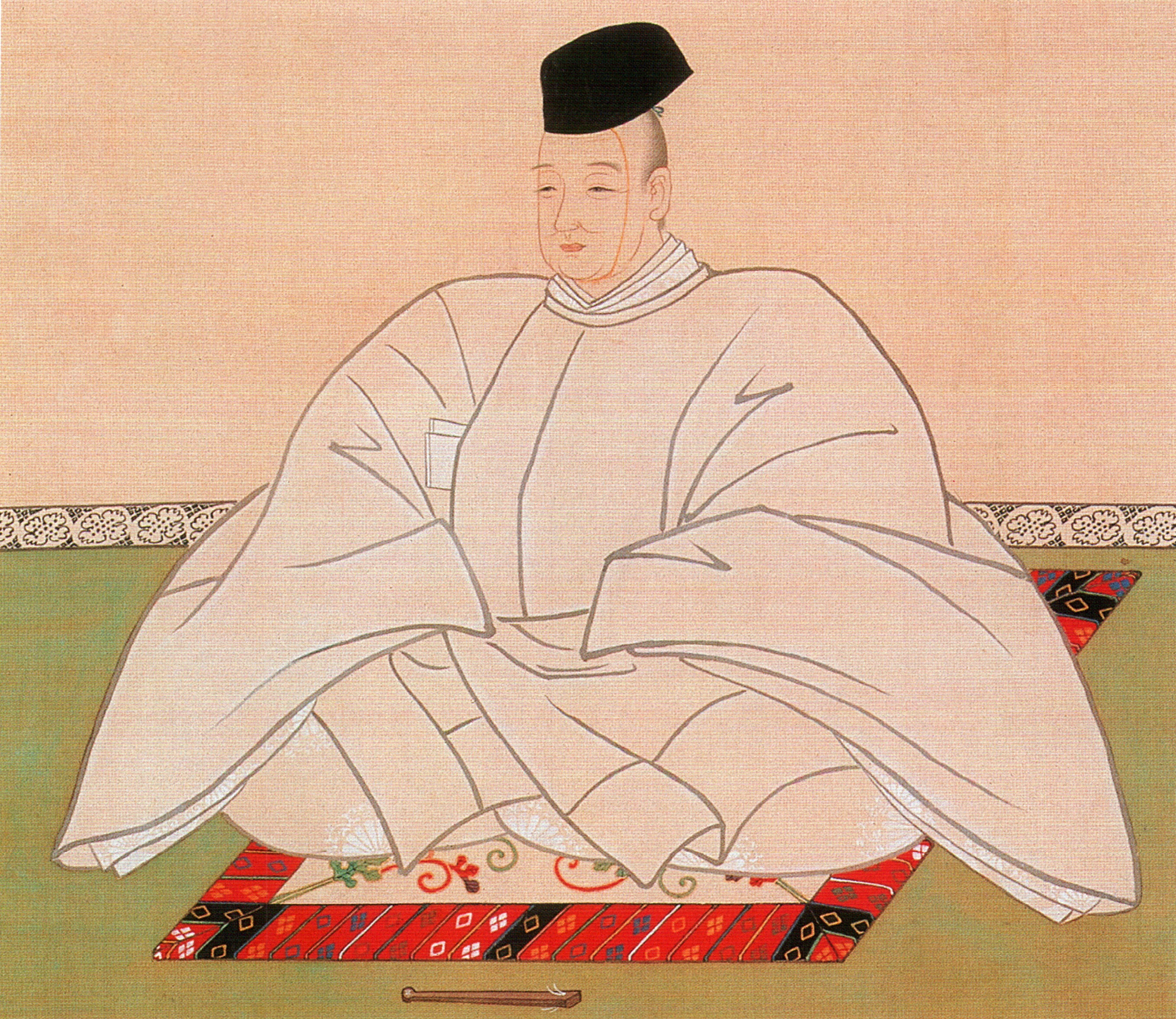
天明7年に全国で打ちこわしが広がる中、京都で発生した御所千度参りの高揚を見た光格天皇は、困窮する庶民の救済を強く願い、幕府への申し入れに繋がった。

天明7年5月、江戸、大坂、京都の三都のうち、京都では大坂、江戸とは異なり打ちこわしは発生しなかった。しかし江戸、大坂や全国各都市での打ちこわし発生を受け、京都でも米の買い占めによる米価高騰に対する不満が高まり、打ちこわしの回状が出回るなど不穏な情勢となっていた。京都における不穏な情勢を受け、京都所司代や伏見奉行はお救い米の給付を求める願いを再三提出していたが、江戸の老中は当初その願いを却下していた。そのような情勢の中で、天明7年6月5日（1787年7月19日）頃から、御所を神社仏閣、天皇を神仏と見なし、御所の築地塀の周りを何度なく巡り、南門ないし唐門の前で拝礼を行い、そして賽銭を投げ込むという御所千度参りという動きが発生した。御所を巡り拝礼を行った民衆たちは、先年の凶作が引き金となった米価高騰に苦しめられており、御所千度参りで主として豊作を祈願した。また米価高騰の中、京都町民は京都町奉行所に何度となく救済策の実行を嘆願しながら、全く救済策が実行されなかったため、もはや京都町奉行所や幕府を見限り、天皇に直接米価高騰の救済を求めるという運動でもあった。
開始当初の御所千度参りは小規模であったものが、天明7年6月10日（1787年7月24日）あたりから急速に拡大し始め、京都のみならず大坂、近江、河内、丹波などからも集まってさながらお蔭参りのようになり、最盛期には約5万人の人々が御所千度参りに参加するようになった。しかも6月10日には御所千度参りを勧めるビラが京都の町内各所に貼られ、町レベルで集団でお参りを行うなど、御所千度参りは組織的な活動となってきた。このような動きに幕府側は神経を尖らせ、朝廷に御所千度参りの禁止を申し出たが、朝廷側は信心でやっていることを止める必要はないと幕府の提案を拒絶した。それどころか酷暑の中で御所の築地塀を巡る庶民のために湧き水を溝に流し、御所千度参り参加者に対して後桜町上皇はリンゴを配り、四親王家、五摂家、女院、門跡などからは湯茶や飯を振舞うなど、民衆たちの行動を極めて好意的に受け止めた。
そして御所千度参りは天皇に直接米価高騰の救済を求めるという運動でもあったため、光格天皇、後桜町上皇は困窮者のための炊き出し等が朝廷の手で行えないか、また幕府に救済策の実施を指示できないのかなど、民衆が困窮した事態の解決策に頭を悩ませていた。天皇と上皇の意向を受けて、関白の鷹司輔平は武家伝奏に対して、救済策を京都所司代に申し入れることを検討するよう再三に渡り指示した。困窮した民衆の救済を求める内容とはいえ、朝廷が幕府の政治に口を挟むことはこれまでに例がなく、武家伝奏は幕府を刺激しないように慎重に取り計らった。天明7年6月14日（1787年7月28日）、武家伝奏は京都所司代の戸田忠寛に対して困窮する民の救済策の実現を要請した。その際、「口頭での申し入れで誤りがあってはならないので」書付を渡すといった名目で、朝廷からの要請を幕府側に手渡した。これは朝廷側が幕府をできる限り刺激しないような形で貧民救済の申し入れを行うためのテクニックであった。
全国各地で同時多発的に発生した打ちこわしを受けて、幕府側はこれまでとは対応を変えて、各都市の困窮者たちに支援の手を差し伸べるようになっていた。幕府は京都についても朝廷からの申し入れが江戸に届く前に500石のお救い米支給を決定していたが、朝廷からの申し入れを受けてお救い米の追加を指示した。これは幕府が御所千度参りという平穏な形で米価高騰に対する抗議の姿勢を示していたものが、打ちこわしに発展することを恐れたためと考えられる。いずれにしてもこれまで前例がない、朝廷が幕府に対して行った政治的な申し入れは、幕府側からも特に問題とされることはなく、困窮した民衆に対する追加の支援が実現する形となった。天保8年（1837年）の天保の大飢饉時には、朝廷は今度は積極的に幕府に対して民衆の救済を要請するに至り、天明7年6月の朝廷から幕府に対する困窮した民衆に対する救済策実現要請は、朝廷が幕府の政治に意見を申し入れる前例となっていった。

### 江戸での収拾策
幕府のお膝元である江戸の場合、打ちこわし最盛期の天明7年5月22日（（1787年7月7日）、幕府は困窮者に対するお救いの実施を決定し、勝手係老中の水野忠友は町奉行に対し支援を要する人数の確認を指示した。町奉行は支援対象者を362000人と見積もり、一人につき米一升の支援を要するとした。町奉行からの報告を受けた水野忠友は天明7年5月23日（（1787年7月8日）、勘定奉行に対して二万両を限度として支援対象者一人当たり銀三匁二分を支給するよう指示し、天明7年5月25日（1787年7月10日）には実際にお救い金として町方に引き渡された。また天明7年5月24日（（1787年7月9日）からは米の最高騰時の約半額で米の割り当て販売を開始し、困窮した庶民たちは給付されたお救い金で米を購入することができるようになった。
江戸においても激しい打ちこわし勃発の最中に、各町内で寄合が開かれ困窮者に対する施行が始められた。これは町内で家持ちの商家や周辺の大商人などが資金を提供し、困窮者に対する支援を行う動きであり、打ちこわし沈静化後に本格化することになる。この町内での施行の動きに対しては町奉行所から実行状況について調査がなされ、施行を行うように指示もなされた。施行の難点としては資力がある大商人が多い江戸中心部では支援の手が厚くなり、逆に周辺部ではどうしても手薄になってしまうという面があった。天明7年（1787年）11月には施行に尽力した関係者、町に対して褒賞がなされ、総額547両あまりの褒賞金が支払われた。これはかつてない規模となった施行に対する褒賞という意味合いがあり、褒賞金の総額もこれまでで最大となった。
江戸打ちこわしの結果、困窮した人々に対する対応策が実施されるようになったが、江戸の食糧問題はまだ完全解決には程遠かった。まず第一の問題として、江戸で発生した大規模な打ちこわしの結果、江戸へ向かっていた米の流通がストップしてしまったことであった。そして米価高騰で利益を挙げることをもくろんだ商人、更には武家などが隠匿していた米を流通させるため、天明7年6月2日（1787年7月16日）には武家、町方、寺社に限らず米の隠匿を禁じ、市場に放出するよう命じる触れが出されたが、取り締まる町奉行所役人に対して米の隠匿を行っている人々が贈賄して取り締まりを免れるといった事態が発生し、江戸では思ったように市場に米が流通しない状態が続いた。米の流通が滞っては再び打ちこわしが発生する恐れがあり、幕府としてはさらに思い切った対策を立てる必要があった。
天明7年6月8日（1787年7月22日）、関東郡代の伊奈忠尊は勘定所吟味役上首格から小姓番頭格に昇格し、江戸町方の救済を行うよう命じられた。これは主として代々関東郡代として実績を挙げていた伊奈氏が、米不足が続く江戸に大量の米を集める最適任者であると判断されたこと、さらには本来町奉行所が主導すべき困窮者の救済であるが、打ちこわし時の不手際から民衆から反発を受ける可能性が高かったことなどによると考えられる。伊奈忠尊は早速江戸町中の名主を召集して伊奈による町方救済の支援を要請し、更に町方救済のために交付された20万両で、関東地方のみならず甲斐、信濃そして奥州まで部下を派遣して米を買い集め、大量の米を迅速に江戸に集めた。早くも天明7年6月18日（1787年8月1日）には、伊奈によって買い付けられた米が江戸の各町内へ分配が始まり、関東郡代の伊奈忠尊による江戸町民用の米の大量確保は江戸の不穏な情勢緩和に繋がった。しかし江戸以外の場所でも広く食糧不足の状態が見られる中で、伊奈が江戸向けの米を大量に買い占めた結果、一種の飢餓輸出を行ったことになり、江戸での事態沈静化に大いに貢献した伊奈の活躍は、地方では逆に事態の悪化を招く場合もあった。
そして町奉行の曲淵景漸は、打ちこわし発生前の町方からの嘆願に真摯な対応を行わずに大騒動のきっかけを作った点と、打ちこわし発生時の対応が及び腰であったことが咎められ、江戸城西丸御留守居役に左遷された。また南町、北町領両行所の与力の総責任者である年番与力に対し、ともに江戸追放、お家断絶の処分が下された。天明の江戸打ちこわしにおける幕府役人の処分者は町奉行の曲淵景漸と南町、北町両奉行所の年番与力の計三名とされている。

## 打ちこわしの影響と歴史的意義

### 天譴論の広まりと政争の決着

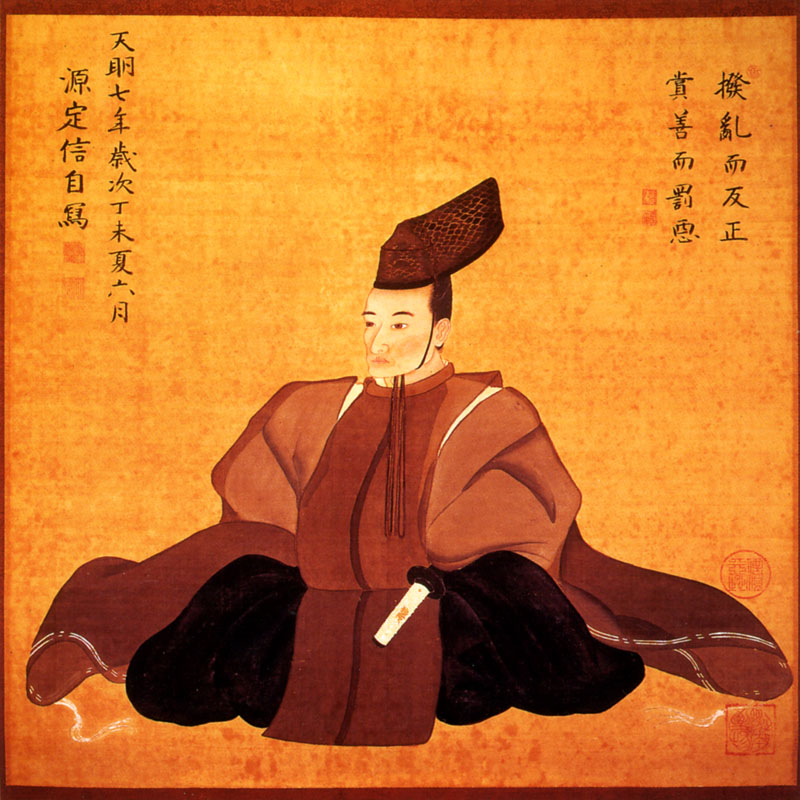
全国に拡大した打ちこわし、とりわけ江戸での激しい打ちこわしの結果、頑強な抵抗を続けてきた田沼派は敗北し、松平定信が主導する寛政の改革が開始されることになった。

天明7年5月の江戸打ちこわしでは、打ちこわし勢以外の多くの人々が、自らの利益のために米の買い占め、売り惜しみをした米屋、民衆が厳しい困窮状態に追い込まれながら何ら有効な対策を取ろうとしなかった町奉行、そしてこのような事態を招いた田沼意次の政治に対する厳しい批判の目を向け、逆に打ちこわし勢に対して同情的であった。このような情勢下、先にも述べたように江戸町奉行は打ちこわし時に拘束した多くの人々について、米屋との喧嘩との名目で罪に問うことなく釈放した。これは奉行所としても生活苦に追い込まれた上での打ちこわしという行為が社会的に正当性があると認めざるを得ない面があり、広範囲の処罰を放棄せざるを得なかったためと考えられる。
そして将軍御膝元の江戸で町奉行が鎮圧不可能となった激しい打ちこわしが発生し、しかも江戸打ちこわしと同時期に全国の主要都市でも同時多発的に打ちこわしが発生した事実は、天明の大飢饉、浅間山大噴火、関東の大洪水とともに、田沼意次によって主導されてきた幕政が仁政を行おうとしない悪政であるため、天が民の手を借りて天罰として打ちこわしを起こしたとの見方が広まった。この天命による打ちこわし発生論は田沼政治が正統性を完全に喪失したものと受け止められ、実際の打ちこわし時に見られた田沼批判とともに田沼派の没落を決定付ける作用をもたらした。
打ちこわし発生直前、天明7年4月15日（1787年5月31日）には徳川家斉に将軍宣下が行われ、田沼派と譜代派の政争は一時政治休戦の状態となっていた。そして将軍宣下後、一橋治済らは松平定信擁立運動を再開していた。天明7年5月に大奥老女の大崎が一橋治済邸を訪れた際、治済は大崎に対して御用御側取次の横田準松こそが田沼派の中心人物であるとし、横田の失脚運動を要請した。しかし横田は御用御側取次の代表格として将軍側近の筆頭であり、天明7年5月1日（1787年6月16日）には3000石を加増されて9500石となったばかりで、「飛ぶ鳥を落とすほど」と形容されたほどの権勢を誇っており、大奥老女の大崎としても手の打ちようがないと答えざるを得なかった。
しかし天明7年5月に全国各地で打ちこわしが発生し、江戸でも町奉行の手では鎮圧不可能となった極めて激しい打ちこわしが勃発するという異常事態の中、事態は急展開する。まず天明7年5月24日（1787年7月9日）、御用御側取次の本郷泰行が解任され、続いて天明7年5月28日（1787年7月13日）には同じく御用御側取次をしていた田沼意次の甥である田沼意致が病気により免職となり、そして天明7年5月29日（1787年7月14日）、将軍家斉に江戸打ちこわしの実情を正しく伝えなかったとして問題の横田準松が御用御側取次から解任された。結局4名いた御用御側取次のうち残ったのは譜代派の小笠原信喜のみであり、全国を席巻した打ちこわし、その中でも特に激しかった江戸打ちこわしを背景に攻勢を強めた譜代派に対して、最強の牙城であった将軍側近役人から田沼派は全て排除され、最終的な敗北を余儀なくされることになる。そして天明7年6月19日（1787年8月2日）、松平定信が老中に就任することになった。
杉田玄白は譜代派と田沼派との暗闘の末、最終的に打ちこわしによって松平定信政権が成立した経緯について、「もし今回の騒動がなければ、御政道が改まることはなかっただろうと言う人もいる」と書いており、松平定信政権は民衆蜂起の圧力によって田沼派が排除されたことによって成立することが可能となった政権であると評価することができる。江戸時代を通して民衆蜂起が政権交代の直接原因となったケースは天明7年の政権交代以外には無く、松平定信を筆頭とする新たな幕閣は、これまでの政権担当者よりも遥かに深刻な危機感を持って都市政策、農村政策などの社会政策に取り組んでいくことになり、いわゆる寛政の改革が開始されることになる。

### 幕府の天明の打ちこわし再発防止への取り組み
天明の打ちこわしの結果、政権の座に就くことが可能となった松平定信は将軍の権威が失墜したことを認め、「戦国よりも危うき時節」と評し、危機感を露にして改革に取り組むことになった。松平定信政権は激しい打ちこわしを起こした総責任者と目された田沼意次に対して、更なる厳罰を下すこととした。天明7年（1787年）10月には、これまで2万石が没収され3万7000石となっていた田沼の所領及び相良城を没収し、永蟄居を申し渡した上で、嫡孫田沼意明に1万石を与え、辛うじて大名家としての存続を認めるという措置が言い渡された。そして田沼が建設した相良城は翌天明8年1月から2月にかけて破却されるという念の入れようであった。これは田沼意次を厳しく断罪することによって、老中になったもののまだ政治基盤が安定していなかった松平定信の政権基盤を安定化させる目的があった。このため寛政の改革開始当初、田沼意次を痛切にあてこすったり、天明の打ちこわしを風刺した内容の黄表紙などが盛んに出版されたが、これは松平定信政権に対しての民衆の支持を高めるものと判断され、黙認された。
天明8年1月26日（1788年3月3日）、天明の江戸打ちこわしの際に先手組に認めたように、これまで個々のケースを判断して認めてきた一揆、打ちこわし勢への切り捨て容認を、これからは全国で発生した一揆、打ちこわしで状況に応じて認めることとし、また一揆や騒動が発生した場合、近隣の大名や幕領の代官らは速やかに介入して鎮圧するよう強調するなど、これまでのものよりも厳しい一揆禁止令を公布した 。
しかし天明の打ちこわしの背景には都市下層民の不安定な生活、そして疲弊した農村から都市へ多くの人々が流入するといった社会問題、また米価高騰の一因となった通貨政策の問題などがあった。松平定信政権は一揆や打ちこわしの弾圧策ばかりではなく、都市政策、農村政策、そして通貨政策などに取り組み、問題の解決を図った。まず都市政策としては都市住民の帰村を促す旧里帰農奨励令 、飢饉時などのための七分積立金令の公布、そして無宿人への授産を目的とした石川島人足寄場の設置などという政策が実施された。 そして田沼期に進んだ特権商人と幕府役人との癒着を問題視し、不正に手を染めたと見なされた幕府役人の大量処分を行い、また各地の幕府代官への統制を強め、関東の伊奈家、飛騨の大原家など、不正を放置したとされた多くの代官を罷免した。
また農村問題への対応としては、帰農手当、困窮農民救済手当など、年利約一割の貸付制度を創設して本百姓体制の再建を図り、農業従事者の確保、そして荒廃した農村の再建により耕地面積の回復を目指した。また代々村役人を勤めた家柄の者であってもたやすく村役人としてはならず、能力のある適任者を村役人とすべきとの指示を出し、村の体制からも農村の再建を進めることを目指した。先述した不正に関わった幕府代官の大量処分もまた、農村再建策の一環であった。
通貨政策としては金相場の高騰、銀相場の下落をもたらしたとされた南鐐二朱銀の鋳造を中止し、丁銀の増鋳に踏み切っている。しかし松平定信政権は田沼が進めた計数貨幣としての銀貨発行により金、銀相場の一体化を目指す政策を全否定したわけではなく、金銀相場の不安定性の一因となった江戸、大坂、京都の三都に集中した南鐐二朱銀の流通状況改善のために、地方では逆に南鐐二朱銀流通を促進する施策を取った。その結果、寛政4年（1792年）から5年（1793年）になると、公定レートである一両銀60匁付近に相場が安定するようになった。

### 天明の打ちこわしと大政委任論の成立
江戸幕府成立後、一般的に幕府の正統性は天から政務を委任されていることにあり、天から政務を委任されている以上、将軍は仁政を行う義務があると考えられていた。しかし天明の大飢饉、浅間山大噴火、そして関東地方の大洪水に続いて全国各地に打ちこわしが広まり、特に将軍のお膝元である江戸打ちこわしでは町奉行が対応できないほどの大混乱に陥ったため、「仁政を行おうとしない幕政に対して天が罰を下した」と考える天譴論が広範囲に広まった。このような情勢下では天が幕府に政務を直接委任していると考えるこれまでの考え方では、幕府支配の正統性が十分担保し得ないようになった。
そのような中で天明末期から寛政初年にかけて大政委任論が唱えられるようになった。これは天皇は天地のあらゆる神々に護られ、万民を子とする存在であり、将軍はその天皇から征夷大将軍に任じられ、万民と日本の国土を天皇から委任され、統治を行うという考え方である。打ちこわしが全国各都市に広まり、特に将軍のお膝元の江戸では一時鎮圧が困難な大規模な打ちこわしとなったことに示されるように、幕府に対する批判がかつて無いほど高まる中でその権威が大きく揺らぎ、その一方で朝廷、そして天皇の権威が高まったことが大政委任論の成立要因と考えられている。幕府としては権威、威光を保つ手段として、天皇の高い権威を利用する必要性に迫られたために大政委任論を公式に認めることになり、その結果、大政委任論は社会に定着していくことになる。そして天皇が万民の父であり、将軍は天皇から万民と国土の統治を委任されている存在であるとの思想の定着は、天皇が権威ばかりではなく政治的な権力を持つ存在となるきっかけとなっていった。